# Bouton (Adelsgeschlecht)
Die Familie Bouton war eine alte, adlige Familie in der Region Bresse und der Côte-d’Or. Sie führt ihre Herkunft bis auf Karl den Kahlen zurück, vereinigt sich später mit der Familie der Jauche, die aus Brabant stammt. Jean de Jauche nennt sich Bouton, wohl zu Ehren seiner Großmutter, die bereits so hieß. Die Familie zeichnet sich vor allem dadurch aus, dass sie ihren Herren eine große Zahl von Offizieren stellte, insbesondere den höchsten Grad des Maréchal de France. Die Familienangehörigen, die sich für die klerikale Laufbahn entschieden, wurden oft Äbte, Äbtissinnen, Protonotare und Kanoniker. Die Familie gehörte im Burgund und auch in Frankreich nicht zum höchsten Adel, immerhin wurden aber Territorien vereinigt, dass sich eine Grafschaft ergab. Bis zum Beginn des 18. Jahrhunderts waren die erworbenen Besitzungen auf weibliche Nachkommen übergegangen und der Name Bouton als Adelsgeschlecht starb aus. Von einigen wenigen Familienangehörigen sind die Biografien nicht bekannt, möglicherweise blieb so der Name bis heute erhalten.

## Genealogie der Familie Bouton
Erläuterung zu den Namen:
N. bedeutet entweder, der Name ist nicht bekannt oder Tod vor der Taufe

Erläuterung zu den Daten:
In den wenigsten Fällen sind Geburts- und Sterbedaten bekannt. Aufgeführt werden deshalb Daten, die sich auf die Lebenszeit der Persönlichkeit beziehen, ergänzt mit einigen Symbolen: *= Geburt °= Taufe T= Testamentsdatum †= Todesdatum >< = sonstiges Ereignis zu Lebzeiten
Erläuterung zum Familienende:
 † = verstorben ohne Nachkommen ‡ = Kleriker ohne Kinder  = Heirat mit Namenswechsel ฿ = Bastard (außerehelich)
Erläuterung zu den Wappen: Das ursprünglich Wappen der Familie bildet im roten Schild ein goldener Balken. War die Frau erbberechtigt oder brachte sie eigenes Gut als Aussteuer oder aus Erbschaft in die Ehe ein, wurden die Wappen von Ehemann und Ehefrau zum Allianzwappen zusammengeschoben, und geviert dargestellt. In Feld 1 und 4 das Wappen des Ehemannes, in Feld 2 und 3 das Wappen der Ehefrau. Unmündige Kinder, Nonnen und Mönche trugen keine Wappen, erst die Angehörigen des höheren Klerus (Kenntlichmachung durch die leere Wappenform).
| Name | Daten                                | Wappen                                                     | Ende |
| --- | ------------------------------------ | ---------------------------------------------------------- | ---- |
| — 0 Jean de Jauche – genannt Bouton, Herr von Savigny 1.⚭ Beatrix de Montmayeur (†1356) 2.⚭ Alix, kinderlos | >1351                                | Wappen Familie Bouton                                      |      |
| —— 1 Philippes Bouton, Herr von Le Fay ⚭ 1358 Marguerite du Fay | >1356 T1393                          | Wappen Familie Bouton                                      |      |
| ——— 11 Jean-Genevois Bouton, Herr von Le Fay ⚭ 11. Juli 1401 Jeanne de Villiers | *1386 †1436                          | Wappen Familie Bouton                                      |      |
| ———— 111 Jaques Bouton de Corberon, Ritter, Herr von Le Fay ⚭ >1431 Anthoine (Anthoinette) de Salins, Herrin von la Pivodière (†20. September 1467) | >1427 †1479                          | Wappen Familie Bouton de Fay                               |      |
| ————— 1111 Emart Bouton, Ritter, Herr von Le Fay ⚭ Anne d'Oyselet (†4. Januar 1494) | >1467 †3. November 1485              | Wappen Familie Bouton de Fay                               |      |
| —————— 11111 Philippes Bouton, Prior von Saint-Pierre-le-Moûtier | >1489 T5. April 1510<                | Wappen Bouton (Familie) de Fay Prior                       | ‡    |
| —————— 11112 Charles Bouton, Herr von Le Fay 1.⚭ 1489 Charlotte de Rochefort (†26. Februar 1499) mit 5 Kindern ————————————————————————— 2.⚭ 17. Juni 1501 Marie d'Oyselet mit 6 Kindern | >1489                                | Wappen Familie Bouton de Fay                               |      |
| ——————— 111121 Christophe Bouton, Herr von Le Fay ⚭ Marie de Thiard, ohne Kinder | >1511 †1549                          | Wappen Familie Bouton de Fay                               | †    |
| ——————— 111122 Anne Bouton 1.⚭ 23. Mai 1512 Claude de Sainte-Croix ————————————————— 2.⚭ 23. März 1525 Jean de Brancion (†12. März 1560) | >1512 †30. November 1560             | Wappen Bouton de Corberon Damen                            |      |
| ——————— 111123 Jean Bouton, früh gestorben |                                      | HerbTarczaPL XVd                                           | †    |
| ——————— 111124 Jaques Bouton, früh gestorben |                                      | HerbTarczaPL XVd                                           | †    |
| ——————— 111125 Jeanne Bouton, Nonne des Benediktinerinnenordens von Saint-Andoche in Autun | >1512<                               | Coa Illustration Shield Lozenge                            | ‡    |
| ——————— 111126 Claude Bouton, ledig gestorben | >1524<                               | HerbTarczaPL XVd                                           | †    |
| ——————— 111127 Jean Bouton, Herr von Le Fay ⚭ 4. August 1538 Charlotte de Groson | >1534 T11. April 1581                | Wappen Familie Bouton de Groson                            |      |
| ———————— 1111271 Claude Bouton, Herr von Le Fay 1.⚭ 23. August 1564 Anne de Montconis (kinderlos) ——————————————————————————— 2.⚭ 5. Dezember 1570 Anne de Plaines | †Sept. 1588                          | Wappen Familie Bouton de Groson                            |      |
| ————————— 11112711 Jean-Baptiste Bouton, ledig ohne Kinder – der letzte der Herren von Le Fay. | °1571 T18. September 1603            | Wappen Familie Bouton de Groson                            | †    |
| ————————— 11112712 Cleriardus Bouton (früh gestorben) |                                      | HerbTarczaPL XVd                                           | †    |
| ————————— 11112713 Dorothée Bouton ⚭ Alexandre de Saint Mauris | >1588                                | Wappen Bouton de Corberon Damen                            |      |
| ————————— 11112714 Claudine (Claude) Bouton ⚭ 17. Dezember 1603 Jean de Rochefort, wird im 18. Lebensjahr durch eine Kugel im Duell getötet. Sie bleibt Witwe und kinderlos | †1651                                | Wappen Bouton (Familie) de Groson Damen                    |      |
| ———————— 1111272 Pierre Bouton ⚭ 23. August 1564 Guillemette de Monconis, ohne Kinder | >1564<                               | Wappen Familie Bouton de Groson                            | †    |
| ——————— 111128 Jaques-Nicolas Bouton, Herr von Chamilly ⚭ 18. Mai 1543 Claude de Moroges | >1524 †14. August 1560               | Wappen Familie Bouton                                      |      |
| ———————— 1111281 Theode Bouton, Herr von la Tournelle ⚭ 17. Oktober 1579 Anthoinette de Tenarre | >1579 1585<                          | Wappen Familie Bouton de Groson                            |      |
| ————————— 11112811 Jaques Bouton (getauft in der reformierten Kirche in Louhans) | *3. Oktober 1580                     | HerbTarczaPL XVd                                           | †    |
| ————————— 11112812 Abel Bouton (getauft in la Tournelle) | *13. November 1581                   | HerbTarczaPL XVd                                           | †    |
| ————————— 11112813 Philippes Bouton (getauft in la Tournelle) | *5. April 1583                       | HerbTarczaPL XVd                                           |      |
| ————————— 11112814 Salomon Bouton Herr von la Tournelle ⚭ 19. April 1621 Philiberte de Garadeur | *24. Dezember 1584 1627<             | Wappen Familie Bouton                                      |      |
| —————————— 111128141 Claire-Marguerite Bouton, starb als Novizin im Zisterzienserkloster Notre-Dame de Molaise | *1622 † März 1639                    | Coa Illustration Shield Lozenge                            | ‡    |
| —————————— 111128142 Jean-Baptiste Bouton, starb beim Angriff auf Philippsburg im Dienste von Herzog von Enghien, | *1623 †1644                          | Wappen Familie Bouton                                      | †    |
| —————————— 111128143 Noel Bouton, als Kind gestorben |                                      | HerbTarczaPL XVd                                           | †    |
| —————————— 111128144 François Bouton, als Jugendlicher gestorben |                                      | HerbTarczaPL XVd                                           | †    |
| —————————— 111128145 Gabrielle Bouton, als Kind gestorben |                                      | Coa Illustration Shield Lozenge                            | †    |
| —————————— 111128146 Marie Bouton, Herrin von la Tournelle ⚭ 10. Februar 1643 Joseph-Guillaume de Rovorée, Herr von Attignat, 3 Söhne und 4 Töchter ———————————————— Sie wurde nach dem Tod des Vaters geboren, und obwohl Marie nur Legatin war, wurde sie aufgrund des vorzeitigen Todes all ihrer Geschwister Alleinerbin.             |                                      | Wappen Bouton de Corberon Damen                            |      |
| ————————— 11112815 Pierre Bouton (getauft in der St. Peter-Kirche in Sagy) | *8. September 1586                   | HerbTarczaPL XVd                                           |      |
| ———————— 1111282 Jean Bouton de Chamilly, Kanoniker in der Kathedrale Saint Lazare in Autun, folgte am 9. Mai 1564 seinem Onkel Jean Bouton als Apostolischer Protonotar, er stirbt früh | >1564<                               | Wappen Bouton Protonotar le Fay                            | ‡    |
| ———————— 1111283 Philippes Bouton, Herr von Chamilly 1.⚭ 15. Januar 1595 Magdelaine de Montmorillon, —————————————————————————————2.⚭ Françoise Armet, ohne Kinder | >1575 †1605                          | Wappen Familie Bouton                                      | †    |
| ———————— 1111284 Herard Bouton, Herr von Chamilly ⚭ 1. Juli 1593 Anne Brûlart | >1575 1603<                          | Wappen Familie Bouton                                      |      |
| ————————— 11112841 N. Bouton, Sohn, als Kind gestorben |                                      | HerbTarczaPL XVd                                           | †    |
| ————————— 11112842 N. Bouton, Sohn, als Kind gestorben |                                      | HerbTarczaPL XVd                                           | †    |
| ————————— 11112843 Anthoinette Bouton ⚭ 7. Juli 1609 Jean Damas | *20. Januar 1597                     | Wappen Bouton de Corberon Damen                            |      |
| ————————— 11112844 Nicolas Bouton, Graf von Chamilly ⚭ 14. August 1622 Marie de Cirey | *26. Juli 1598 †Okt. 1662            | Wappen Familie Comte de Bouton                             |      |
| —————————— 111128441 Noel Bouton (starb als Kind) | *18. Mai 1623                        | HerbTarczaPL XVd                                           | †    |
| —————————— 111128442 Denis Bouton (starb als Kind) | °20. Mai 1624                        | HerbTarczaPL XVd                                           | †    |
| —————————— 111128443 Jean-Bernard Bouton, zog als Freiwilliger mit dem Herzog von Enghien in die Schlacht bei Nördlingen. ———————————————— Bei seiner Rückkehr über Saverne erlag er einem tödlichen Fieber. Sein Herz wurde in der Pfarrkirche Sankt Peter und Paul in Chamilly beigesetzt.                                              | *25. September 1625 †1934/35         | Wappen Familie Bouton                                      | †    |
| —————————— 111128444 Philippes Bouton (starb als Kind) | *13. November 1626                   | HerbTarczaPL XVd                                           | †    |
| —————————— 111128445 Charlotte Bouton, Nonne im Benediktinerinnenorden von Lancharre, später Chalon, Profess am 20. März 1644 | *27. November 1627                   | Coa Illustration Shield Lozenge                            | ‡    |
| —————————— 111128446 Herard Bouton III., Graf von Chamilly ⚭ 2. Oktober 1660 Catherine le Conte-de Nonant | *13. Januar 1630 †1686               | Wappen Familie Comte de Bouton                             |      |
| ——————————— 1111284461 François-Felix Bouton (früh gestorben) | *13. Januar 1662                     | HerbTarczaPL XVd                                           | †    |
| ——————————— 1111284462 François Bouton (vermutlich früh gestorben) | *10. April 1663                      | HerbTarczaPL XVd                                           | †    |
| ——————————— 1111284463 Jeanne-Marguerite Bouton | *23. November 1665                   | Wappen Bouton (Familie) Damen                              |      |
| ——————————— 1111284464 Louis-François Bouton (vermutlich früh gestorben) | *29. März 1666                       | Coa Illustration Shield Lozenge                            | †    |
| ——————————— 1111284465 Catherine Bouton ⚭ 7. Februar 1720 N. Martel de Cleres | *23. November 1667                   | Wappen Bouton (Familie) Damen                              |      |
| ——————————— 1111284466 François Bouton – der letzte der Grafen von Chamilly | *10. Dezember 1669 †1722             | Wappen Familie Comte de Bouton                             | †    |
| —————————— 111128447 Gabrielle Bouton ⚭ 14. Oktober 1661 Claude de Ponceton-Varax, Herr von Franchelin, Vogt der Dombes. Früh und kinderlos gestorben | *24. März 1631                       | Wappen Bouton (Familie) Damen                              |      |
| —————————— 111128448 Anthoinette Bouton, Nonne in der Benediktinerinnenabtei von Juvigny | *22. April 1632                      | Coa Illustration Shield Lozenge                            | ‡    |
| —————————— 111128449 Marguerite Bouton (als Kind gestorben) | *15. März 1635                       | Coa Illustration Shield Lozenge                            | †    |
| —————————— 1111284410 Noel Bouton, Marquis de Chamilly ⚭ Elisabeth du Bouchet, kinderlos | *6. April 1636 †18. Januar 1715      | Wappen Marquis de Bouton Balken                            | †    |
| —————————— 1111284411 Nicolas-Eleonord Bouton, Prior und Kommendatarabt im Benediktinerorden von Saint-Just in Arbois | *10. Februar 1638                    | Wappen Bouton (Familie) Prior                              | ‡    |
| —————————— 1111284412 Louis Bouton, Johanniterritter am 17. Juni 1658, ———————————————— unter dem Kommando des Herzogs von Beaufort bekämpfte er die Korsaren zur See und fiel im Gefecht mit zwei türkischen Schiffen | °2. April 1642 †27. Oktober 1664     | Wappen Bouton (Familie) Johanniter                         | ‡    |
| —————————— 1111284413 Anne-Françoise Bouton, folgte ihrer Schwester ins Benediktinerinnenkloster von Lancharre, später Chalon | *7. April 1647                       | Coa Illustration Shield Lozenge                            | ‡    |
| ————————— 11112845 Magdelaine Bouton ⚭ 6. September 1617 Nicolas de Chastenay | *3. April 1601                       | Wappen Bouton (Familie) Damen                              |      |
| ————————— 11112846 Jean-Baptiste Bouton, stirbt als Student des Jesuitenkollegs in Dole und ist in der Cordeliers-Kirche beerdigt | †2. September 1613                   | HerbTarczaPL XVd                                           | †    |
| ————————— 11112847 N. Bouton, Sohn, als Kind gestorben |                                      | HerbTarczaPL XVd                                           | †    |
| ————————— 11112848 Louise Bouton, Nonne im Zisterzienserkloster Notre-Dame de Molaise | *9. Dezember 1603 †20. Dezember 1636 | Coa Illustration Shield Lozenge                            | ‡    |
| ————————— 11112849 Herard Bouton II., kinderlos | *23. Dezember 1605 †1636             | Wappen Familie Bouton                                      | †    |
| ————————— 111128410 Philippes Bouton, Prior und Baron von Anzy-le-Duc, Kanoniker in der Sainte Chapelle du Roi in Dijon, Herr von Saint-Aubin, —————————————— vermacht am 18. Mai 1653 – nebst Legaten – alles seinen Neffen Herard und Noel                                                                                              | *6. November 1607 †24. Mai 1653      | Wappen Bouton (Familie) Prior                              | ‡    |
| ——————— 111129 Magdelaine Bouton 1.⚭ 23. Januar 1523 Jaques d’Arlos, Herr von Servette en Beugey, Charisey, de Leymen (†21. Juli 1524) ——————————————————— 2.⚭ 23. März 1525 Hugues, Herr von Montjeu |                                      | Wappen Bouton de Corberon Damen                            |      |
| ——————— 1111210 Marguerite Bouton, Nonne im Zisterzienserkloster Notre-Dame de Molaise, stirbt im Benediktinerkloster von Saint-Andoche in Autun | >1517<                               | Coa Illustration Shield Lozenge                            | ‡    |
| ——————— 1111211 Anne Bouton, ⚭ 2. Juni 1530 Guillaume de Bernaut, Herr von Marcilly †1555 | >1530 1566<                          | Wappen Bouton de Corberon Damen                            |      |
| —————— 11113 Anthol (Anthoine) Bouton, Herr von Pierre ⚭ 1489/1490 Louise de Rochefort | >1496 T17. August 1538               | Wappen Familie Bouton de Fay                               |      |
| ——————— 111131 Adrien Bouton, Herr von Pierre ⚭ Anthoinette de Chissey | >1539<                               | Wappen Familie Bouton de Fay                               |      |
| ———————— 1111311 Christophe Bouton, Herr von Pierre ⚭ 12. Februar 1566 Dorothée de Poitiers | >1566 T1. Juni 1594                  | Wappen Familie Bouton de Fay                               |      |
| ————————— 11113111 Claude Bouton, Herr von Pierre 1.⚭ 19. August 1602 Gabrielle de Salives, eine Tochter, ———————————————————————————— 2.⚭ Anne-Anthoinette de Charrenton, Baronne de Pin, kinderlos ———————————————————————————— der letzte Bouton, Herr von Pierre                                                                      | >1602 †1670                          | Wappen Familie Bouton de Fay                               | †    |
| —————————— 111131111 Dorothée Bouton aus 1. Ehe, als Kind gestorben | °27. November 1604                   | Coa Illustration Shield Lozenge                            | †    |
| ————————— 11113112 Pierre Bouton, Herr von Vauvry, ⚭ Jeanne Leubert |                                      | Wappen Familie Bouton de Fay                               |      |
| —————————— 111131121 Marie Bouton (im 3. Jahr gestorben) |                                      | Coa Illustration Shield Lozenge                            | †    |
| —————————— 111131122 Françoise Bouton 1.⚭ Nicolas-Claude de Gand ———————————————————————— 2.⚭ Gabriel Belot, 1 Totgeburt, 1 Sohn als Student gestorben | *1615< †1658                         | Wappen Bouton de Corberon Damen                            |      |
| ————————— 11113113 Dorothée Bouton ⚭ 21. April 1598 Pierre Fussey | >1598 †6. Juni 1617                  | Wappen Bouton de Corberon Damen                            |      |
| ————————— 11113114 Jeanne Bouton ⚭ 30. August 1608 Ponthus de Thiard de Bissy, Herr von Bissy ————————————————————————————die Güter der Familie Bouton gehen auf den Sohn Claude de Thiard über |                                      | Wappen Bouton de Corberon Damen                            |      |
| —————— 11114 Jaqueline Bouton 1.⚭ Claude de Brancion, Herr von Brancion und Visargent, vier Kinder ———————————————————————————— 2.⚭ Guillaume de Salins, Herr von Rans, mehrere Kinder |                                      | Wappen Bouton de Corberon Damen                            |      |
| —————— 11115 Anne Bouton, Äbtissin im Zisterzienserkloster Notre-Dame de Molaise | †17. August 1522                     | Wappen Bouton (Familie) Äbtissin                           | ‡    |
| —————— 11116 Huguette Bouton, Äbtissin des Benediktinerinnenordens von Saint-Andoche in Autun | >1510 †30. März 1541                 | Wappen Bouton (Familie) Äbtissin                           | ‡    |
| —————— 11117 Huguette Bouton (die Jüngere), Nonne im Zisterzienserkloster Notre-Dame de Molaise | †1.5.1502                            | Coa Illustration Shield Lozenge                            | ‡    |
| ————— 1112 Anselme Bouton, Komtur von Balerne, Prior von Combertault | >1472 1491<                          | Wappen Bouton ( Familie) Protonotar                        | ‡    |
| ————— 1113 Philippes Bouton, Herr von Corberon 1.⚭ Marguerite, kinderlos ————————————————————————— 2.⚭ Cathérine de Dyo | *~1419 †1515                         | Wappen Bouton De Dio                                       |      |
| —————— 11131 Claude Bouton, Herr von Corberon ⚭ Jaqueline de Lannoy (†30. Juni 1517) | >1514 †30. Juni 1556                 | Wappen Bouton De Dio                                       |      |
| ——————— 111311 Jaques Bouton, Ritter, Baron von Saint-Beury, Herr von Corberon | *~1517 †2. Februar 1540              | Wappen Bouton De Dio                                       | †    |
| ——————— 111312 N. Bouton, über dieses Kind ist nichts bekannt, weder ob es das Ältere oder Jüngere war. ——————————— Es wird nur im Testament der Mutter erwähnt, beim Vater nicht mehr. | >1541<                               |                                                            | †    |
| ——————— 111313 Philippes Bouton, uneheliches Kind, starb vor dem Vater |                                      |                                                            | ฿    |
| ——————— 111314 Thierry Bouton, Herr von Melin ⚭ Barbe Lopez-de Villanova, verwaltet die Güter seines Vaters während seiner Abwesenheit. | >1550<                               | Wappen Bouton Bastard                                      | ฿    |
| ———————— 1113141 Marie Bouton ⚭ Fabien de Roybours. Sie versuchte auf prozessualem Weg, an die Güter der Familie Bouton zu gelangen, was ihr jedoch als Tochter eines Bastards verweigert wurde | >1609<                               | Wappen Bouton (Familie) Damen mit Bastardfaden             |      |
| ———————— 1113142 N. Bouton ⚭ Dom Jean de Cordoba |                                      | Wappen Bouton (Familie) Damen mit Bastardfaden             |      |
| ———————— 1113143 N. Bouton ⚭ Herr von Espanouze |                                      | Wappen Bouton (Familie) Damen mit Bastardfaden             |      |
| ——————— 111315 Jean Bouton, Herr von Hubert, wurde nachträglich legitimiert | >1556<                               | Wappen Familie Bouton                                      | ฿    |
| ——————— 111316 Anne Bouton ⚭ 1551 Noel de Montmorency | >1562<                               | Wappen Bouton (Familie) Damen mit Bastardfaden             |      |
| —————— 11132 Jean Bouton, Protonotar | †9. März 1566                        | Wappen Bouton ( Familie) Protonotar                        | ‡    |
| —————— 11133 Anne Bouton, Äbtissin im Zisterzienserkloster Notre-Dame de Molaise | †18. August 1543                     | Wappen Bouton (Familie) Äbtissin De Dio                    | ‡    |
| —————— 11134 Claudine Bouton, Nonne im Zisterzienserkloster Notre-Dame de Molaise | †4. August 1505                      | Coa Illustration Shield Lozenge                            | ‡    |
| —————— 11135 Rose Bouton, Nonne des Benediktinerinnenordens von Saint-Andoche in Autun, ———————————————— später Nonne im Zisterzienserkloster Notre-Dame de Molaise unter ihrer Schwester Anne Bouton als Äbtissin und wurde Priorin | †22. Juli 1528                       | Coa Illustration Shield Lozenge                            | ‡    |
| —————— 11136 Louise Bouton ⚭ Jaquet le Fèvre, außerehelich, testamentarisch anerkannt. |                                      | Wappen Bouton (Familie) Damen mit Bastardfaden             | ฿    |
| ————— 1114 Guigonne Bouton ⚭ 21. Januar 1454 Jaques de Montmartin, Ritter, Herr von Montmartin und Louhans | >1454 1484<                          | Wappen Bouton de Corberon Damen                            |      |
| ————— 1115 Anthoine (Anthoinette) Bouton, Äbtissin im Zisterzienserkloster Notre-Dame de Molaise | †23. September 1478                  | Wappen Bouton (Familie) Äbtissin                           | ‡    |
| ————— 1116 Jeanne Bouton, Nonne im Zisterzienserkloster Notre-Dame de Molaise | †17. Oktober 1481                    | Coa Illustration Shield Lozenge                            | ‡    |
| ————— 1117 Huguette Bouton ⚭ 25. Januar 1455 Philippes de Courcelles, Ritter, Herr von Auvillars, 3 Kinder | >1455 †16. Juli 1492                 | Wappen Bouton de Corberon Damen                            |      |
| ————— 1118 Guillaume Bouton, leiblicher Sohn von Jaques Bouton, Mutter unbekannt |                                      | Wappen Bouton (Familie) de Corberon mit Bastardfaden       | ฿    |
| ————— 1119 Marguerite Bouton, leibliche Tochter von Jaques Bouton, Mutter unbekannt |                                      | Wappen Bouton (Familie) de Corberon Damen mit Bastardfaden | ฿    |
| ————— 11110 Jeanne Bouton, leibliche Tochter von Jaques Bouton, Mutter: Jeanne Berthier | >1486 1492<                          | Wappen Bouton (Familie) de Corberon Damen mit Bastardfaden | ฿    |
| —————11111 N. Bouton, leibliche Tochter von Jaques Bouton, Mutter: Guillemette Richard |                                      | Wappen Bouton (Familie) de Corberon Damen mit Bastardfaden | ฿    |
| ———— 112 Jeanne Bouton de Corberon, Herrin von Grandmont und Louhans ⚭ 15. März 1421 Philippes, Herr de la Marche, 1 Kind Olivier | >1421 1449<                          | Wappen Bouton (Familie) Damen                              |      |
| ———— 113 Marguerite Bouton de Corberon (wird lediglich in den Totenbüchern des Klosters Molaise erwähnt) | †1450                                | Wappen Bouton (Familie) Damen                              | †    |
| ———— 114 Huguette Bouton, leibliche Tochter von Jean-Genevois Bouton, Mutter unbekannt, nachträglich legitimiert am 3. Februar 1451 ——————— 1.⚭ Guillemin d'Argilly, der ihr eine Tochter Marie d'Argilly hinterließ, ——————— 2.⚭ Guillaume Bel, der Kinder hinterließ ——————— 3.⚭ Guillaume de Bercy, Sekretär am Hof Philipps des Guten | >1451<                               | Wappen Bouton Damen Bastard                                |      |
| ——— 12 Emart Bouton, Ritter, Herr von Quincey und Le Perron 1.⚭ N. de Gelans, 2.⚭ Jeanne de Quincey | >1410 T 25. September 1936           | Wappen Familie Bouton                                      | †    |
| ——— 13 N. Bouton, Prior, weder sein Taufname, noch der Orden sind bekannt | >1406<                               | Wappen Bouton (Familie) Prior                              | ‡    |
| ——— 14 Guye Bouton ⚭ Estienne de Saint George | >1406<                               | Wappen Bouton (Familie) Damen                              |      |
| —— 2 Alix Bouton |                                      | Wappen Bouton (Familie) Damen                              |      |
| —— 3 Jean Bouton, Herr von Quintigny und Séligney 1.⚭ Jeanne de Champagne, kinderlos 2.⚭ Caterin de la Tournelle | >1358<                               | Wappen Familie Bouton                                      |      |
| ——— 31 Guillaume Bouton, Herr von Quintigny ⚭ Jeanne de Montmoret | >1390< >1417<                        | Wappen Familie Bouton                                      |      |
| ———— 311 Jeanne Bouton, Herrin von la Barre, 1.⚭ N. de Sainte-Croix, Herr von Clémencey, sie haben zwei Kinder. ———————————————————————2.⚭ Ritter Jean de Salins, Herr von Vincelles, Mitglied im Conseil du Roi und Kammerherr des Herzogs Philipp von Burgund, Maître d'Hôtel von Isabel von Portugal, Vogt von Dole.                   | >1430 1455<                          | Wappen Bouton (Familie) Damen                              |      |
| ——— 32 Guy Bouton, als Mönch des Benediktinerordens im Kloster Saint-Martin d’Autun wurde er Prior in Thil-sur-Arroux | >1394<                               | Wappen Bouton (Familie) Prior                              | ‡    |
| ——— 33 Huguenin Bouton, gestorben ohne Nachkommen |                                      | Wappen Familie Bouton                                      | †    |
| —— 4 Amé Bouton |                                      | Wappen Familie Bouton                                      |      |
| —— 5 Thomas Bouton |                                      | Wappen Familie Bouton                                      |      |
| —— 6 Hugues Bouton (kinderlos gestorben) |                                      | Wappen Familie Bouton                                      | †    |
| —— 7 Jeanne Bouton |                                      | Wappen Familie Bouton                                      |      |

## Kurzbiographien

### Jean de Jauche
0 Jean de Jauche – genannt Bouton, Ritter und Herr von Aunoy, Herr von Savigny, Mitglied des Conseil du Roi und Maître d’Hôtel der Gräfin von Savoyen (Violanta de Montferrat, † 24. Dezember 1342, Ehefrau des Aymon von Savoyen, * 15. Dezember 1273 † 22. Juni 1343)
Er heiratete Beatrix de Montmayeur † 1356 (Tochter von Ritter Rodolphe de Montmayeur, Herr von Montmayeur, Vogt von Genf – Alix), eine zweite Ehe, ebenfalls mit einer (unbekannten) Alix, blieb kinderlos.
Man erzählt sich, er selbst und seine Nachkommen trügen den Namen Bouton, da er ihm als Spitzname verliehen worden war: Jean de Jauche war in Kriegsdiensten in Savoyen und führte eine Kompanie, bestehend aus Rittern und Edelknechten. Er ließ sich eine Uniform anfertigen, die mit Knöpfen geschmückt war, und die Offiziere und Unteroffiziere taten es ihm gleich. Die Einheit wurde deshalb die Compagnie des Boutons genannt und er als Chef war der Capitaine Bouton, und da er unter diesem Namen bekannt wurde, trug er ihn auch weiterhin als Familiennamen. Pikant: donner des boutons à qn. bedeutet, jemanden in Harnisch bringen… ob das mit den geharnischten Kämpfern des Jean Bouton zusammenhängt?
Tatsächlich hatte schon Gerard Jauche II., Urgroßvater von Jean eine Berthe Bouton geheiratet. Jean übernahm den Namen offensichtlich von seiner Urgroßmutter väterlicherseits. Bouton war ein altes Geschlecht, ein Bouton war bereits im Jahr 1101 auf Kreuzzug im Heiligen Land und feierte Ostern mit König Balduin.

### Philippes Bouton
1 Philippes Bouton, Herr von Le Fay und Teilen von Clémencey und Savigny, wurde unter der Herrschaft von Savoyen geboren, in der seine Eltern wohnten. Da seine Güter im Burgund lagen, ließ er sich in Savigny nieder und unterstellte sich damit der Burgundischen Herrschaft. Als Folge der Nachbarschaft, verheiratete er sich mit Marguerite du Fay, einziger Tochter des Ritters von Le Fay.
Gemäß Ehevertrag erwarb Philippes Bouton für 80 florentinische Florin die Herrschaft Le Fay und Ländereien in Clémencey und Savigny. Er bezahlte den Kaufpreis am 10. Juni 1358.
Im selben Jahr gewannen die Engländer die Schlacht von Poitiers und schwadronierten in die Champagne und das Burgund. Dahin hatte sich die Königin Jeanne de Boulogne mit ihrem Sohn Philipp und dem Enkel zurückgezogen, nachdem ihr zweiter Ehemann Johann gefangen und nach England verschleppt worden war. Philippes Bouton trat in die Truppen unter Führung von Girard de Thurey, Marschall von Burgund, ein, um gegen die Engländer zu kämpfen. Er befehligte vier Edelknechte.
Er erwarb 1381 weitere Herrschaften und besaß: Herrschaft Le Fay, Clémencey, Savigny, Frangy, Beaurepaire.
Er stiftete eine Kapelle Notre-Dame in der Kirche Saint-Vivant von Savigny-en-Revermont, die durch seinen Sohn Emart vollendet und ausgerüstet wurde. Er war Vormund von Guillaume Bouton, seinem Neffen, und hatte selbst vier Kinder.

### Jean Bouton
3 Jean Bouton, Ritter, Herr von Quintigny und Séligney
Er stand noch unter der Vormundschaft seines Vaters, Jean de Jauche, als er als Schildknappe in die Dienste von Guillaume de Monceaux eintrat. 1358 diente er in der Armee von Girard de Thurey, Marschall von Burgund, war Vorgesetzter von fünf Edelknechten unter dem Kommando von Jaques de Vienne, Herr von Sainte Croix und Saint-Georges, und wurde zum Ritter geschlagen.
Er verheiratete sich mit Jeanne de Champagne, aus der Freigrafschaft, die ihm drei Kinder hinterließ, eine zweite Ehe mit Catherine de la Tournelle blieb kinderlos.

### Jean-Genevois Bouton
11 Jean-Genevois Bouton, Ritter, Herr von Le Fay, Corberon, Longvay, Corgoloin, Grandmont, Le Perron. Er war Mitglied des Conseil du Roi und Kammerherr von Philipp dem Guten, Herzog von Burgund, Bailli von Dole, Kommandant und Kastellan von Sagy.
Er erhielt etliche Güter aus Erbschaften seiner Mutter und erwarb 1396 weitere Güter in Frangy.
Am 11. Juli 1401 heiratete er Jeanne de Villiers (Eltern : Jean de Villiers, Mitglied des Conseil du Roi und Maître d’Hôtel von Philipp dem Kühnen – Blanche). Seine Ehefrau war verwitwet von Ritter Jean de Mypont, Herr von Corberon, Longvay, Corgoloin, Grandmont bei Pierre und brachte diese Güter mit in die Ehe.
Philipp der Gute machte ihn als Gegenleistung für seine Dienste zum Kommandanten und Kastellan von Sagy – eine sehr hohe Auszeichnung – später zum Ritter, zum Mitglied des Conseil du Roi und Kammerherrn und schließlich zum Vogt von Dole. Als seinen Nachfolger ernannte er Ritter Emart Bouton zum Kastellan von Sagy.
Jean-Genevois Bouton war 1417 beauftragt, mit dem Herzog von Savoyen, Amadeus VIII., Grenzbereinigungen im Gebiet der Bresse, dem Revermont und im Juragebiet vorzunehmen. 1431 verhandelte er mit den Unterhändlern des Königs über die Verlängerung des Burgfriedens zwischen Frankreich und dem Herzogtum Burgund. In den folgenden kriegerischen Auseinandersetzungen beriet er den Herzog und lieh ihm 1433 gar Geld zur Finanzierung des Krieges. Auf Befehl des Herzogs erhob er Steuern von den Geistlichen seiner Vogtei, um die Gendarmen zu besolden.
Während dieser unruhigen Zeiten war Nicolas Rolin Kanzler von Burgund. In der Gegend des Doubs fanden immer wieder Übergriffe statt und Jean-Genevois Bouton erreichte 1435, dass seine Leute von Grandmont in Rolins Burg von Authumes Unterschlupf finden konnten.
Am 25. September 1436 verfasste er sein Testament: er stiftete eine Kapelle in der Pfarrkirche Saint-Christophe in le Fay, wo sein Grabstein vor dem Altar liegen sollte, zudem 12 Francs, 4 Pfund Wachs, je ein Viertel Roggen und Hafer, die der Kaplan bekommen sollte, der wöchentlich drei Messen, sowie an Mariä Verkündigung, Mariä Himmelfahrt und Geburt Mariä zwei Messen mit lauter Stimme, Gesang von Libera und Salve Regina zu seinem Seelenheil zu lesen hatte. An den Tagen, an denen der Kaplan Messen für ihn las, sollte er durch seine Erben, die jeweiligen Herren von Le Fay, verpflegt werden. Zum Gedenken an seine Eltern und ihn selbst sollten in der Kirche von Savigny-en-Revermont in vier Jahren 200 Messen gelesen werden, sowie 100 Messen in zwei Jahren in der Kapelle von Notre-Dame im Kloster Miroir, wo Jean du Fay, sein Großvater und Aloyse du Fay, seine Urgroßmutter mütterlicherseits beerdigt sind. Nebst weiteren Regelungen verfügte er, dass Emart Bouton, sein Enkel, die Herrschaft le Fay erhalten soll. Er starb am 4. Oktober 1436.
 Seine Ehefrau Jeanne de Villiers hatte zwei wöchentliche Messen in der Pfarrkirche von Corberon gespendet und wollte dort begraben sein, ihr Sohn Jaques Bouton ließ dort zu ihrem Gedenken eine Kapelle bauen.

### Emart Bouton
12 Emart Bouton, Ritter, Herr von Quincey und Le Perron. Kommandant und Kastellan von Sagy.
Er war verheiratet in erster Ehe mit einer Tochter der Familie Gelans, in zweiter Ehe mit Jeanne, Dame de Quincey (Eltern: Girard, Herr von Quincey – Catherine de Fontaines).
Dank der Förderung durch seinen Bruder Jean-Genevois Bouton, der Vogt von Dole war, wurde Emart am 28. März 1422 Kommandant und Kastellan von Sagy. 1429 erhielt er von Guillaume de Gelans, die Herrschaften Quincey, Agencourt und Premeaux.
Beide Ehen blieben kinderlos und Emart vermachte seine Güter in Savigny seinem älteren Bruder Jean-Genevois Bouton, mit der Auflage, die Kapelle Notre-Dame in der Pfarrkirche Saint Vivant in Savigny zu vollenden, deren Bau ihr Vater begonnen hatte. Er bestimmte, dass er dort beerdigt werden soll und auf seiner Grabplatte stehe: Cy gist Messire Emard Bouton Chevalier Seigneur de Quincey priez Dieu pour luy Amen. Das Todesdatum wurde nie ergänzt. Seine Gemahlin testierte am 15. Juni 1434 und wurde in der Kirche von Quincey, in der Sankt-Andreas Kapelle beigesetzt, am selben Ort wie ihr Vater.

### Guillaume Bouton
31 Guillaume Bouton, Herr von Quintigny, Séligney, Varennes-Saint-Sauveur, La Barre.
Als Waise kam er unter die Vormundschaft von Philippes Bouton, seinen Onkel, mit dem er später Auseinandersetzungen hatte wegen ungetreuer Geschäftsführung des Mündelvermögens. Am 6. August 1410 stiftete er die Kapelle Notre-Dame in der Stiftskirche Sankt-Thomas in Cuiseaux, zusammen mit Roben für Priester und Kaplan, sowie Schmuck. Dafür mussten für sein Seelenheil wöchentlich drei Messen gelesen werden. Zudem stiftete er ein Wohnhaus in Cuiseaux für den Kaplan, zusammen mit Gebäuden, Land und Weinbergen für den Unterhalt des Priesters der Kapelle. Am 17. Februar 1413 stiftete er weitere drei Messen, wofür er der Kapelle weitere Vermögensteile, Zinsen und Pachten schenkte.
Er war verheiratet mit Jeanne de Montmoret, sie hatten eine gemeinsame Tochter.

### Jaques Bouton
111 Jaques Bouton de Corberon, Ritter, Herr von le Fay, Corberon, Longvay, Corgoloin, Pierre, Grandmont, Le Perron, la Faye, Barand, la Pivodière, Bragny, Chazilly, Glanon, Moisenant, Villy-le-Brûlé, Marigny. Mitglied des Conseil du Roi und Kammerherr des Herzogs von Burgund, sowie Kommandant und Kastellan von Sagy.
Als ältester Sohn seines Vaters, Jean-Genevois Bouton, war er Herr von Corberon, nach seinem Tod wurde er Herr von le Fay und Besitzer der übrigen Güter nach dem Testament. Er war ein Edelmann von Geburt, wurde Edelknecht und am 22. Januar 1427 Hauptmann der Festung in Lantenay. Am Hof von Philipp dem Guten war er Échanson, wurde Ritter und Kammerherr, schließlich setzte ihn Philipp als Kommandant und Kastellan von Sagy ein, als Nachfolger seines verstorbenen Onkels, Emart Bouton.
Er heiratete Anthoine (Anthoinette) de Salins, Herrin von la Pivodière (Eltern : Estienne de Salins, Ritter, Herr von Poupet, Flacey, la Pivodière, Presilly, Beaufort – Louise de Rie). Als Mitgift erhielt sie von ihrem Vater eine Rente von 150 Livres, die letztlich aus der Saline von Salins bezahlt wurde.
Im Auftrag von Nicolas Rolin, Kanzler von Burgund, Gouverneur und Generalkapitän, und weiteren Mitgliedern des Rates, wurde Jaques Bouton zusammen mit Guillaume, Herr von Montcony, nach Langres geschickt, um Guillaume, Herr von Châteauvillain, zum Frieden zu bewegen, der sich mit der Familie Vergy entzweit hatte. Dafür erhielten sie am 12. Mai 1433 zwanzig Francs als Entschädigung.
Als Besitzer eines großen Teils der Herrschaft von Corgengoux, erwarb er dort am 7. Februar 1438 noch ein grenznahes Stück Land von Jean de Sagy für 300 Livres, 1441 übernahm er Zehnten und Gebiete in Frangy. Er erwarb weitere Herrschaften: Bragny, Chazilly, Glanon, Villy-le-Brûlé und Marigny, zudem den Zehnten von Corgengoux und Reulle für 2000 Livres.
Guillaume de Vienne, sein Lehensherr, war Jaques Bouton sehr gewogen und dankbar für die Dienste, die er ihm erbracht hatte. Als Dank schenkte er ihm am 8. April 1461 Herrschaft und Gerichtsbarkeit von Barand. Jaques Bouton vermehrte seine Güter und verwaltete sie sorgfältig, so wie auch die Güter seiner vier minderjährigen Mündel.
Am 13. September 1467 machte Anthoine de Salins ihr Testament, sie wollte im Kloster Molaise beigesetzt werden. Sie vermachte diesem 200 Livres für wöchentlich zwei Messen. Sie starb am 20. September 1467 im Schloss von Authumes.
Nun zog sich Jaques vom Hof zurück, an dem seine Söhne Emart und Philippes ihren Waffendienst leisteten. Er ließ seinen Stammsitz, das Schloss Corberon, verschönern und bereitete die Erbteilung und sein Seelenheil vor. Er stiftete eine Kapelle in der Pfarrkirche von Corberon, wo zwei Kaplane beschäftigt waren, jeden Tag eine Messe zu lesen, das Salve zu singen und andere Bußen zu leisten. Er stiftete zudem eine Lampe die vor dem Tabernakel ununterbrochen brennen sollte.
Jean, Philippes, Charles, die Herzöge von Burgund starben und nach dem Tod des Letzteren veränderte sich das Herzogtum. Jaques Bouton unterstützte teilweise Maria von Burgund, Ehefrau von Maximilian von Habsburg, Erzherzog von Österreich, und zog nach Beaune als ihr Mitglied des Conseil du Roi. Dies hatte zur Folge, dass seine Güter konfisziert wurden. Am 15. August 1478 verfasst er ein neues Testament, starb im selben Jahr und wurde in seiner Kapelle in der Pfarrkirche von Corberon beigesetzt.

### Jeanne Bouton
112 Jeanne Bouton de Corberon, Herrin von Grandmont und Louhans.
Sie heiratete am 15. März 1421 Philippes de la Marche, Herr von La Marche und Gouverneur des Château de Joux in der Grafschaft Burgund. Sie erhielt als Mitgift 600 Livres und die Herrschaft Grandmont bei Pierre-de-Bresse.
Nach dem Tod von Philippe de la Marche hinterließ er sie mit einem Sohn Olivier de la Marche. Als Witwe erwarb sie am 19. September 1449 von Guillaume IV. de Vienne, Herr von Sainte-Croix, und Jehan de Vienne, Herr von Buxy, seinem Sohn, Schloss, Stadt und Herrschaft Louhans für den Preis von 2000 Livres. Als Herzog Philipp von diesem Handel hörte, verlangte er, dass er rückgängig gemacht werde und am 13. November 1449 erhielt Jeanne Bouton den Kaufpreis zurückerstattet. Nach der Rückgabe bat Jeanne de Bouton, der Herzog möge doch Louhans ihrem Sohn Olivier zu Lehen geben, der bereits Kommandant und Kastellan von Louhans sei. Der Herzog setzte jedoch die früheren Amtsinhaber wieder ein.

### Emart Bouton II.
1111 Emart Bouton, Ritter, Herr von Le Fay, Pierre, Grandmont, Le Perron, Moisenant, la Pivodière, Frangy. Mitglied des Conseil du Roi und Kammerherr der Herzöge Philipp und Karl von Burgund, nachher von König Louis XI., Generalleutnant der Armee von Anthoine Bastard de Bourgogne, Vorsteher der Saline von Salins, Bailli und Marktvogt von Chalon, Intendant des Rechnungshofs Burgund.
Emart war wohl eine der herausragendsten Persönlichkeiten der Familie Bouton, sowohl was seine Stellung am Hof betraf, aber auch hinsichtlich der klugen Verwaltung des Familienvermögens.
Als ältester Sohn erhielt er die Herrschaft Le Fay, die Ländereien und Herrschaften in der Vizegrafschaft Auxonne und in der Bresse, dann aber auch mütterlicherseits La Pivodière, die Anselme Bouton bis zu seinem Tod zur Nutznießung zugestanden hatte.
Er heiratete Anne d’Oyselet (Eltern: Ritter Guillaume d’Oyselet, Herr von La Villeneuve – Philippotte Rolin), die am 6. April 1459 als Mitgift 4125 Livres erhielt. Diese Heirat war eine der bemerkenswertesten in der Region.
Emart gehörte zu den Herren, die sich dem Kreuzzug gegen die Türken verschrieben, um seinen Herrn, Philipp den Guten zu begleiten, der sich dazu entschloss, als er vom Fall von Konstantinopel gehört hatte, das 1453 von Mehmed II. eingenommen worden war. Als Folge vieler Umstände kam dieser Kreuzzug allerdings nicht zustande.
 In der Schlacht bei Montlhéry (1465) kämpfte Emart auf der Seite von Karl dem Kühnen gegen König Ludwig XI. Für seine Verdienste wurde er zum Ritter geschlagen. 1476 nahm er an der Belagerung von Lüttich teil.
Nach dem Tode von Philippe dem Guten (1467) gelangte das Burgund und alle zugehörigen Herrschaften in die Hand von Karl dem Kühnen und Emart wurde Lieutentant-Général der Armee von Anton Bastard von Burgund. Kurze Zeit später starb Karl der Kühne bei der Schlacht bei Nancy. Der Große Bastard bot nun dem König seine Dienste an, wodurch im Herzogtum erhebliche Veränderungen eintraten. Emart behielt aber auch unter Ludwig XI. seinen Posten als Kammerherr und wurde zudem Vogt und Marktvogt von Chalon. Charles I. d’Amboise wurde Gouverneur des Herzogtums Burgund, schloss sich dann aber der Partei von Maria von Burgund an, Emart und sein Bruder Philippes Bouton folgten ihm mit allen Besitztümern. Bei den nachfolgenden Auseinandersetzungen wurden ihre Herrschaften immer wieder zerstört und gebrandschatzt.
Emart Bouton wurde durch Maria von Burgund als Intendant des Rechnungshofes in der Grafschaft und im Herzogtum Burgund eingesetzt. Am 18. Januar 1479 erhielten Emart und seine ganze Familie sämtliche Güter wieder zurück, die seinerzeit von Jaques Bouton konfisziert worden waren, insbesondere die Legate und alles was sie glaubhaft machen konnten. Anthoine d’Oyselet, Herr von Villeneuve, nahm Partei für König Louis und Emart Bouton sollte die von ihm konfiszierten Güter erhalten, worauf er aber am 17. März 1479 verzichtete und sie seinem Bruder Philippes übergab. Durch den Tod ihres Schwagers Philipp von Courcelles fielen auch diese Güter am 3. Dezember 1479 an Emart und Philippes. Emart wurde zum Concierge des herzoglichen Schlosses in Beaune ernannt, verzichtete jedoch zugunsten von Philippes auf dieses Amt.
Unabhängig von seinen militärischen Einsätzen, widmete sich Emart ganz der Leitung der Salinen in Salins. Er überwachte die Produktion und den Verkauf und beaufsichtigte seine Arbeiter, Vorarbeiter und Kaderleute. Sein Stellvertreter war Leutnant Jaques Guillemin, sein Nachfolger Anthoine d’Oyselet, Ritter und Herr von Villeneuve, zu dessen Gunsten er sich schließlich vom Amt zurückzog.
Emart starb am 3. November 1485 und wurde in der Kirche der Cordeliers in Sellières beerdigt. Unter den Erben entstand in der Folge Streit über die Verteilung des Erbes, den Jean Rolin mit einem Schiedsgericht am 18. September 1486 schlichten konnte.

### Anselme Bouton
1112 Anselme Bouton, Priester, Bakkalaureus Juris, Komtur des Klosters Balerne, Apostolischer Protonotar, Prior von Combertault, Kanoniker von Besançon, Autun, Cuiseaux, Pfarrer von Pierre-de-Bresse, Sagy, L’Abergement-de-Cuisery, Dommartin-lès-Cuiseaux, Herr von la Pivodière.
Im Jahr 1472 übergab Kardinal Jean Rolin die Leitung des Klosters Balerne an Anselme Bouton, belastet mit einer Pension an den Kardinal von 700 Livres. Er erfreute sich nur kurze Zeit an diesem Privileg, da der Generalabt Humbert-Martin de Losne die Rückgabe des Klosters verlangte, um Jean de Cirey einzusetzen. Am 1. Mai 1475 wurde die Rückgabe vertraglich geregelt. In der Folge fanden interfamiliäre Auseinandersetzungen statt, bei denen sich Anselme mit seinen Verwandten überwarf, bis am 26. Mai 1491 endgültige Regelungen getroffen werden konnten, die den Familienzwist beendeten.

### Philippes Bouton II.
1113 Philippes Bouton, Herr von Corberon, Moisenant, Chazilly, Marigny, Villy-le-Brûlé, Glanon, Saint-Beury, Beurizot, Clamerey, Saint-Thibault, Lays. Mitglied des Conseil du Roi und Kammerherr von Karl dem Kühnen, Herzog von Burgund und Premier Écuyer Tranchant von Erzherzog Maximilian und König Louis XI., Ehrenritter des obersten Gerichts des Burgund, Bailli von Dijon, Kommandant und Kastellan von Sagy, Binois, Argilly.
Er wurde am Ende der Regierungszeit von Johann Ohnefurcht geboren und zu Beginn der Regierungszeit von Philipp III. getauft (vermutlich Ende 1419). Als Geschenk auf den ersten Neujahrstag nach der Taufe – ein burgundischer Brauch, genannt Quignot – erhielt er von Philipp III. ein silbernes Geschirrservice im Wert von etwa 2000 Livres. Er heiratete eine Dame namens Marguerite, in zweiter Ehe 1454 Catherine de Dyo (Eltern: Pierre de Dyo, Ritter, Herr von Dyo, La Roche-en-Brenil, Bresse-sur-Grosne, Joncy)
Er diente zeitlebens treu seinen Herzögen. Es ist nicht viel über seine frühen Jahre bekannt, außer dass er sich lange Jahre am Hof des Herzogs Philipp aufhielt. Dieser wies ihn Anton Bastard von Burgund zu, um 1466 nach England zu fahren. Er kämpfte gegen Thomas de la Lande und bewies dabei seinen Mut und seine Stärke. 1475 wurde er nach Savoyen geschickt und nahm an der Schlacht auf der Planta teil.
Seine Leistungen waren nicht nur auf dem Schlachtfeld gefragt, sondern auch als Diplomat und Unterhändler. Graf Ludwig von Luxemburg erreichte, dass er nach Savoyen und zu Karl, Herzog von Bourbon geschickt wurde, um diese zum Aufstand gegen den König zu bewegen.
Er war Premier Écuyer Tranchant von Karl dem Kühnen als Dank für seine Verdienste, ihm und seinem Vater Philippe gegenüber. Im Weiteren wurde er am 6. März 1467 Vogt von Dijon, was auch das Salzregal beinhaltete. Der Herzog hatte ihm auch Kommando und Kastellanei von Sagy versprochen, was er am 1. Februar 1474 – nach dem Tod seines Vaters, Jaques Bouton – wurde. Philippes hätte wohl noch mehr Auszeichnungen erhalten, hätte Karl der Kühne nicht bei Nancy sein Leben verloren. Als Folge dieser Schlacht fiel das Burgund zurück an die Krone von Frankreich. Der Adel teilte sich in zwei Lager, die Königstreuen und die Anhänger von Maria von Burgund.
Philippes blieb dem König Ludwig XI. treu und machte am 15. März 1476 in Arras seine Ansprüche geltend. Zwar wurden diese nicht vollumfänglich erfüllt, aber er blieb Mitglied des Conseil du Roi und Kammerherr des Königs. Er wurde auch als Vogt von Dijon bestätigt, wurde aber kurz darauf dieses Postens enthoben. In der Grafschaft und im Herzogtum Burgund erstarkten die Anhänger von Maria von Burgund, die schließlich auch Philippes Bouton gefangen nahmen. Er musste Lösegeld bezahlen, das er vom König zurückforderte. Er verlangte 6000 Écus für das Lösegeld und weitere Schäden, die er erlitten hatte. Die Rückerstattung wurde ihm vom König zugesagt aber nicht geleistet, was ihn dazu bewog, sich von der Partei des Königs zurückzuziehen und der Partei von Maria von Burgund anzuschließen, wie schon sein älterer Bruder Emart.
Maria, die um seine Verdienste wusste, schickte ihn zu Verhandlungen mit dem König von Frankreich und entschädigte ihn für seine Aufwendungen und als Dank mit: Schloss, Land und Herrschaft von Salmaise, Schloss, Herrschaft und Kastellanei von Glaine und Roussillon. Diese Vergabung wurde durch Erzherzog Maximilian 18. Oktober 1480 bestätigt. Am 18. Januar 1479 erhielten er und sein Bruder Emart Bouton alle ihre konfiszierten Güter zurück. Am 23. Dezember 1479 wurde er Ehrenritter am obersten Gerichtshof des Burgunds. Philippes wurde am 20. April 1480 zum Concierge des herzoglichen Schlosses in Beaune ernannt, nachdem sein Bruder Emart zu seinen Gunsten auf das Amt verzichtet hatte. Am 30. März 1479 erhielten Emart und Philippes gemeinsam Schloss und Herrschaft Lantenay. Sowohl Maria von Burgund, als auch ihr Gemahl Maximilian von Österreich würdigten die Tatsache, dass sich Emart Bouton und sein Bruder Philippes für sie einsetzten und belohnten dies mit verschiedenen Ehrenämtern und Geschenken. Als die Herren von Bonnencontre rebellierten, wurden deren Güter umgehend konfisziert und am 21. November 1481 an Philippes übergeben. Der Genuss dieser Güter dauerte allerdings nur kurz. Durch den Frieden von Arras wurde das Herzogtum Burgund mit dem Königreich Frankreich vereinigt, die Vergabungen wurden rückgängig gemacht und die Boutons zogen sich auf ihre Stammgüter zurück.
Philippes behielt sein Amt als Mitglied des Conseil du Roi und Ehrenritter des obersten Gerichts des Burgund und erhielt auch das Amt als Kommandant und Kastellan von Argilly am 24. Mai 1499, da auch König Louis XII. seine Verdienste zu schätzen wusste.
Philippes erlebte drei Herzöge von Burgund, Johann Ohnefurcht, Philippe der Gute, Karl der Kühne, und er diente Maria von Burgund und ihrem Gemahl Maximilian. Er erlebte die Könige Ludwig XI., Karl VIII. (Frankreich), Ludwig XII. und schließlich François I. unter dessen Herrschaft er 1515 starb und unter großer Trauer derjenigen, die ihn kannten, beigesetzt wurde. Sein Epitaph steht in der Kapelle Notre Dame in der Pfarrkirche Saint Hilaire in Corberon, mit einer Beschreibung seines Lebens. Er wurde vermutlich 96 Jahre alt. Seine Ehefrau, mit der er über 45 Jahre verheiratet war, überlebte ihn nur etwa um drei Jahre, sie testierte am 5. März 1518 und setzte ebenfalls den Sohn Claude Bouton als Alleinerben ein.

### Philippes Bouton III.
11111 Philippes Bouton, Doktor der Rechtswissenschaft, Apostolischer Protonotar, ewiger Kommendator und Verwalter der Priorate Saint-Sernin-du-Bois, Saint-Pierre-le-Moûtier, Saint-Germain-du-Bois, Kanoniker der Bischofskirchen, Kathedralen und Stiftskirchen von Besançon und Autun, Kantor dieser Kirchen und von Chalon und Notre-Dame in Beaune, Magistrat des obersten Gerichts des Burgund.
Er war der Erstgeborene von Emart Bouton, verzichtete jedoch auf alle Güter und Rechte zugunsten seiner nachgeborenen Brüder Charles und Anthoine, die zwei Töchter von Guillaume de Rochefort, Kanzler von Frankreich, geheiratet hatten. Nach der Übernahme des Priorats von Saint-Pierre-le-Moûtier verzichtete er am 3. Mai 1490 auch auf die Nutznießung der ihm zustehenden Erbschaften.
Er liebte die Bücher und erwarb den Doktortitel sowohl im zivilen, als auch im kanonischen Recht. Er erreichte in der Rechtswissenschaft ebensolchen Ruhm wie seine Vorfahren auf dem Schlachtfeld.
Er war Schiedsrichter zwischen Guillaume, dem Herrn von Vergy, und Guillemette von Vergy, Herrin von Bastie und Toulongeon und ihrem Sohn, Jean von Pontailler. Eine Einigung wurde am 29. September 1489 in Tours erzielt. Er war ebenfalls Schiedsrichter in der Auseinandersetzung zwischen Lourdin de Saligny, Herr von Saligny und Mothe-Saint-Jean um das Erbe von Estienne d’Andelot, Herr von Cressia und Loisia gegen Jaques und Gaspard de Colligny, Söhne von Jean de Colligny, Herr von Colligny und Andelot, bevormundet durch Eleonor de Courcelles, ihre Mutter. Dank dieser Erfolge wurde er am 16. März 1491 weltlicher Richter des obersten Gerichts des Burgund, unabhängig davon, was seine kirchliche Stellung sein möge. Diese Position hatte er 17 Jahre inne. Seine Neigungen lagen aber weiterhin beim Dienst an der Kirche und der Hof musste vielfach auf seine Dienste verzichten, er wurde gar zeitweise von seinen richterlichen Aufgaben dispensiert und es wurde ihm erlaubt, sich durch Philippes Bouton vertreten zu lassen.

Philippes litt an einer schweren Krankheit und erstellte sein Testament am 5. April 1510. Er wollte der Kirche zurückgeben, was sie ihm gegeben hatte und verfügte: dass ⅔ seine Ersparnisse (auf die ererbten Güter hatte er ja verzichtet) der Kathedrale Saint Lazare in Autun zugutekommen sollen, dass dort eine Kapelle gebaut und wöchentlich zwei Messen gelesen werden sollen und dass er einen Grabplatz in der Kathedrale erhalte. Das dritte Drittel vermachte er seinen Brüdern Charles und Anthoine.

### Charles Bouton
11112 Charles Bouton, Herr von Le Fay, Bosjean, Frangy, Barand, La Villeneuve, Molambief, Arragay bei Ratte, Hauterive, Palleau, Suligny, Teilen von Les Chavannes, Authumes. Kommandant und Kastellan von Sagy.
Der zweitgeborene von Emart Bouton übernahm die Ländereien und Herrschaften von seinem Vater, da der älteste, Philippes, die klerikale Laufbahn ergriffen hatte.
Er heiratete um 1489 Charlotte de Rochefort (Eltern: Guillaume de Rochefort, Herr von Pluvault, Kanzler von Frankreich – Guye Vurry). Diese Heirat zeigt die Wertschätzung, die die Familie Bouton genoss: die Rocheforts gaben ihre beiden Töchter in diese Familie, nämlich Charles und seinem Bruder Anthoine. Am 25. Februar 1499 starb Charlotte de Rochefort und wurde im Chor der Pfarrkirche Saint-Christophe in Le Fay bestattet. Charles Bouton, der seine Gemahlin überlebte, wurde am 15. Mai 1500 Vormund und Erzieher seiner fünf Kinder.
Er verheiratete sich am 17. Juni 1502 mit Marie d’Oyselet (Eltern: Jean, Herr von Oyselet und Fresne-le-Chastel – Jeanne d’Oyselet), sie war Witwe von Claude de La Baume, Herr von Labergement-lès-Seurre, Vizegraf von Ligny-le-Châtel, mit dem sie keine Kinder hatte.
 Am 11. August 1496 teilten die beiden Brüder Charles und Anthoine ihre gemeinsamen Güter, Charles bekam: Le Fay, Frangy, Barand, die Hälfte von Les Chavannes mit Chevrot, ferner 160 Livres Rente aus der Saline von Salins-les-Bains.
Charles gelang es durch geschicktes Wirtschaften, weitere Güter zu erwerben: Herrschaft La Villeneuve (1503), Molambief (1505), Arragay bei Ratte (1509), Hauterive und Palleau (1512), Bosjean (1517), Suligny (1531) und verkaufte seinen Anteil an Authumes (1534).
Neben der geschickten Verwaltung war Charles auch ein guter Krieger und Politiker. König Louis XII. entschädigte ihm seine Verdienste mit einer Jahresrente von 100 Livres. Nach dem Tod von Louis XII. übernahm König François I. die Krone und führte – wie seine Vorfahren – den Krieg um das Herzogtum Mailand weiter. Sein Königreich Burgund stellte er derzeit unter die Regentschaft seiner Mutter, Luise von Savoyen. Charles Bouton wollte sich ihm anschließen, erhielt aber am 28. Juni 1515 den Befehl, in der Heimat zu bleiben und die Befehle und Weisungen von Jean, Herrn von Aumont, des Generalleutnants, auszuführen.
Die zweite Ehefrau Charles’ wurde krank und erstellte am 26. August 1524 ihr Testament, worin sie nebst einigen Renten und Vergabungen die Nutznießung ihrem Gemahl übertrug. Charles seinerseits legte am 9. Dezember 1532 in seinem Testament eine große Zahl von Seelgeräten fest, die zu erbringen waren, aber auch die Weisung, dass in der Fastenzeit jeweils am Mittwoch, Freitag und Samstag ein Brot an die Armen abzugeben sei, die sich an der Tür zum Schloss einfänden. Er starb vermutlich 1536 und wurde vor dem Altar der Kirche von Le Fay beigesetzt.

### Anthoine Bouton
11113 Anthol (Anthoine) Bouton, Herr von Pierre, Moisenant, la Pivodière, Le Perron, Grandmont, Vauvry, Lays, Teilen von Les Chavannes und Authumes.
Zusammen mit Philippes Bouton und Charles Bouton war er Universalerbe von Emart Bouton, gemäß Testament vom 2. Januar 1494. Da Philippes als Kleriker auf das Erbe verzichtet hatte, wurde es am 11. August 1496 zwischen Anthoine und Charles geteilt. Anthoine erhielt die Herrschaften von Pierre mit dem Schloss, Moisenant, la Pivodière, Le Perron und die Hälfte von Les Chavannes, den Zehnten von L’Abergement, ferner die Erträge aus den Gütern der Toten Hand, die in Savigny-en-Revermont, Condamine, Neuilly, Vincelles, Tresnay, Frobuans, Collaou, Fleix, Verny und Beaustort lagen, den Zehnten von Villevaudrey, knapp 200 Livres Rente aus den Salinen von Salins-les-Bains und die Kollatur der Kapelle Notre-Dame in der Pfarrkirche Saint-Vivant von Savigny.
Er erwarb zusätzlich Grandmont am 7. Oktober 1499 für 2000 Livres und Vauvry am 23. Dezember 1532 für 6000 Livres. Am 19. Juni 1534 verkaufte er seinen Anteil an Authumes, den er von seiner Mutter geerbt hatte, und im gleichen Jahr Lays.
Ende 1489 oder Anfang 1490 heiratete er Louise de Rochefort (Eltern: Guillaume de Rochefort, Herr von Pluvault, Kanzler von Frankreich – Anne de La Trémoille). Diese Heirat zeigt die Wertschätzung, die die Familie Bouton genoss: die Rocheforts gaben ihre beiden Töchter in diese Familie, nämlich Anthoine und seinem Bruder Charles. Seine Ehefrau hinterließ ihm lediglich einen Nachkommen, den er am 17. August 1538 als Universalerben einsetzte.

### Claude Bouton
11131 Claude Bouton, Ritter, Herr von Corberon, Saint-Beury, Beurizot, Glanon, Marigny, Villy-le-Brûlé, Lays, Melin, Hubert. Mitglied des Conseil du Roi und Kammerherr von Kaiser Karl V., Premier Maître d’Hôtel von Kaiser Ferdinand von Österreich.
Er verfügte über ausgezeichnete Eigenschaften und wurde am 25. März 1514 Universalerbe seines Vaters Philippes Bouton, am 5. März 1518 auch seiner Mutter. Er erwies sich als treuer Mitarbeiter am Hof von Flandern, unter Kaiser Maximilian I., Philipp dem Schönen, Karl V. und König Philipp II. Er hinterließ mannigfaltige Spuren seiner Großherzigkeit, Vorsicht, Gerechtigkeit und seiner Erfahrung bei umfangreichen und schwierigen Unternehmungen. Er erhielt viele Auszeichnungen: Karl V. machte ihn zu seinem Mitglied des Conseil du Roi und Kammerherrn, Ferdinand von Österreich zum Premier Maître d’Hôtel, Kaiserin Maria von Spanien zum Grand Écuyer. Während neun Jahren war er zudem Erzieher und Lehrer von Wilhelm von Oranien.
Er heiratete Jaqueline de Lannoy (Eltern: Baudouin de Lannoy, Herr von Molenbeek, Solre-le-Château, Cauroy, Beauvoir, Pair von Cambresis, Ritter vom Goldenen Vlies, Mitglied des Conseil du Roi, Kammerherr und Grand Maître d’Hotel von Erzherzog Maximilian, Kommandant und Gouverneur von Orchies, Douai, Lille – Michelle d’Enne). Das Datum der Eheschließung ist unbekannt, die Ehefrau stirbt jedoch bereits am 30. Juni 1517 und hinterlässt zwei Kinder. Während seiner langen Witwerzeit hat Claude etliche Verbindungen und uneheliche Kinder.
1553 wird Claudes Kapelle in der Kirche Notre-Dame du Sablon in Brüssel fertiggestellt. Darin befindet sich ein schönes Fenster des Jüngsten Gerichts, wo er unten auf den Knien betend abgebildet ist. Weitere Familienmitglieder, Kinder, Ehefrau und die Familienwappen finden sich auf der Glasscheibe.
Er testierte am 24. Mai 1556 und berücksichtigte seinen Bruder, Jean, den Protonotar. Dieser erhielt die von ihm ererbten Güter, die neu erworbenen Güter im Burgund, Flandern und Spanien vermachte er seinen unehelichen Kindern.

### Jean Bouton II.
11132 Jean Bouton, Apostolischer Protonotar, Abt von Saint-Pierre-l’Estrier in Autun, Kanoniker von Saint-Lazare Autun und Notre Dame de Beaune, Herr von Corberon, Marigny, Villy-le-Brûlé, Glanon, Saint-Beury, Lays, Quincey.
Von Kind an fühlte er sich zum Kirchendienst hingezogen. Von seinem Vater erhielt er testamentarisch nichts zugesprochen – er war damals bereits Protonotar – hingegen empfing Claude Bouton, sein älterer Bruder, den Auftrag, für sein Wohl zu sorgen und ihn zu fördern. Er verschaffte ihm deshalb das Kloster Saint-Pierre-l'Estrier und die Kanonikate von Autun und Beaune (21. Dezember 1521 – 20. Juli 1547).
Von seiner Mutter erhielt er eine Rente von 100 Livres zu seinem Unterhalt, die Güter jedoch sollten zu Claude Bouton, dem Sohn, der den Fortbestand der Familie erwarten ließ. Da Claude jedoch ohne legitime Nachkommen starb, erbte schließlich Jean doch die Herrschaften von Corberon, Saint Beury, Glanon, Marigny, Villy-le-Brûlé, sowie alle anderen väterlichen und mütterlichen Güter, sowie diejenigen seines Bruders.
Er tauschte die Herrschaft Glanon gegen diejenige von Quincey und verkaufte Marigny und Villy-le-Brûlé. Wegen des Fehlens von legitimen Nachkommen seines Bruders Claude, erhielt sein Neffe Jean Bouton einen Drittel von Corberon und Lays-sur-le-Doubs, Rechte, Zinsen und Einkünfte von Serrigny, Corgoloin, Beaune, Pommard und Volnay. Am 18. August 1561 verkaufte Jean ihm für 13.000 Livres auch die übrigen zwei Drittel. Am 13. September 1564 verkaufte er für 7.000 Livres seine Güter in Saint-Beury, Beurizot, Lignières, Saint-Thibault, Saulx, Saussey und Clamerey an Claude de Dyo, Neffe mütterlicherseits.
Er testierte am 9. März 1566 und starb wenige Stunden später. Er wurde in der Pfarrkirche von Corberon beigesetzt.

### Christophe Bouton
111121 Christophe Bouton, Herr von Le Fay, Teilen von Frangy, Le Perron, Beauvoir.
Beim Tod der Mutter war Christophe noch minderjährig und bevormundet durch seinen Vater, der seine Interessen in Erbstreitigkeiten mit der Familie Rochefort vertrat. 1511 wurde der Streit beigelegt, einige Herrschaften abgegeben, dafür wurden 20.000 Livres bezahlt.
Er heiratete Marie de Thiard (Eltern: Étienne de Thiard de Bissy, Ritter, Herr von Bissy, Suchaut, Marcheseul, Präsident des obersten Gerichts der Franche-Comté in Dole – Philiberte de Véré). Die Ehe blieb kinderlos, die Ehegatten vermachten sich am 11. November 1521 gegenseitig zwei Drittel ihres Vermögens zu Eigentum. Die Ehefrau starb vor dem Ehemann und wurde in der Pfarrkirche von Savigny-en-Revermont vor dem Altar von Notre-Dame beigesetzt. Christophe starb 1549.

### Jean Bouton III.
111127 Jean Bouton, Herr von Le Fay, Frangy, Bosjean, Corberon, Suligny, Barand, la Faye, Gevingey, Villy-le-Brûlé und Teilen von Vuillafans.
Nach dem Tod seines Stiefbruders Christophe und seines Bruders 111126 Claude Bouton, rückte Jean in der Erbfolge nach und wurde einziger Besitzer der Herrschaften le Fay und Bosjean. Zudem erhielt er Frangy, Renten aus der Saline von Salins, von Chalon und Vignory, ein Haus in der Stadt Louhans und die Herrschaft Bosjean.
Er heiratete am 4. August 1538 Charlotte de Groson (Eltern: Pierre de Groson, Herr von la Faye – Louise de Longeville, Herrin von Longeville und Gevingey). Sie brachte etliche Güter in die Ehe, die sie ihrerseits von ihrer Familie geerbt hatte. Jean erweiterte seinen Besitz, übernahm 1543 von seinem Bruder Jaques-Nicolas die zweite Hälfte von Bosjean, 1556 übernahm er das gesamte Eigentum von Le Fay und Barand von seinem jüngeren Bruder für 12.000 Livres. 1559 kaufte er die Herrschaft Suligny wieder zurück, die Jaques-Nicolas veräußert hatte. Von seinem Onkel Jean erhielt er 1561 Teile von Corberon, Ländereien in Serrigny, Corgoloin, Pommard, Volnay und Quincey. Für 13.000 Livres erwarb er schließlich 1566 auch noch die restlichen Teile dieser Herrschaften. Villy-le-Brûlé, das zu Corberon gehörte, konnte er 1570 ebenfalls zurückkaufen, unter Abgabe der Herrschaften in Beaune, Pommard und Volnay.
Er war Deputierter für die Erneuerung der Gesetzgebung im Burgund. Am 11. April 1581 machte er sein Testament, er liegt mit seinen Eltern in der Pfarrkirche von le Fay in der Kapelle der Familie Bouton. Er stiftete Brot für die Armen, von denen jeder am Aschermittwoch einen Laib erhalten soll.

### Jaques-Nicolas Bouton
111128 Jaques-Nicolas Bouton, Herr von Chamilly, Moroges, Saint-Micaud, Suligny, Barand, Teilen von Le Fay, Frangy, Sens, Bosjean.
Er war den Studien zugeneigt und seine Eltern Charles Bouton und Marie d’Oyselet ließen ihn studieren. Er hatte damit so viel Erfolg, dass er sein Philosophiestudium nach einigen Jahren an der Universität Bologna mit dem Doktortitel abschloss. Er widmete sich der Jurisprudenz, war unbestechlich und gerecht. Seine Mutter setzte ihn am 26. August 1524 testamentarisch seinen Stiefbrüdern gleich. Sein Vater setzte ihn am 9. Dezember 1532 ebenfalls mit Bruder und Stiefbruder gleich, am 1. Dezember 1536 trat er sein Erbe an.
Er heiratete am 18. Mai 1543 Claude de Moroges (Eltern: Herard de Moroges, Ritter, Herr von Chamilly, Moroges, Saint-Micaud – Anthoine (Anthoinette) de Bernaut). Sei es weil sich seine Ehefrau – aufgrund ihrer Abstammung – eher einen Degen als eine Feder an ihrer Seite wünschte, oder ob er selber diesen Entschluss fasste, ist unbekannt, jedenfalls beschloss er, dem Gewerbe seiner Vorfahren nachzugehen und trat für kurze Zeit in die Ordonnanzkompanie ein.
Er wollte sich aber lieber um sein Haus kümmern und für den Wohlstand seiner Familie sorgen. Dafür musste er alleiniger Besitzer der Herrschaft sein. Seine Schwägerin, Claudine de Moroges (die Schwester seiner Ehefrau Claude) verkaufte ihm am 6. Januar 1545 ihren Anteil für 8500 Livres. Andererseits verkaufte er am 6. Juni 1556 seine Anteile an den Herrschaften von le Fay, Bosjean, Frangy, Sens, Barand an seinen Bruder Jean Bouton und Suligny an Laurent Gaillard.
Er starb am 14. August 1560 und hinterließ vier Söhne. Seine Ehefrau erzog die Kinder und starb am 8. November 1584. Sie sind beide in der Pfarrkirche Sankt Peter und Paul in Chamilly vor dem großen Altar beigesetzt.

### Adrien Bouton
111131 Adrien Bouton, Herr von Pierre, Vauvry, Moisenant, Grandmont, Les Groisons.
Als einziges Kind erbte er alles von seinen Eltern. Da er alle seine Rechte geltend machte, erhielt er von seinen Cousins noch ausstehende Zinsen in Höhe von 1060 Livres, gemäß einer Vereinbarung vom 27. Mai 1539.
Adrien gehörte zu den Unterhändlern, die zu Luise von Savoyen gesandt wurden. Er sollte sie um Unterstützung bitten, falls durch einen Krieg verhindert werden sollte, dass die im Vertrag von Madrid ausgehandelte Übergabe burgundischer Gebiete an Karl V. stattfinden würde.
Er heiratete Anthoinette de Chissey (Eltern: Simon de Chissey, Herr von Mailly und Deschaut), sie haben nur einen Sohn.

### Jaques Bouton II.
111311 Jaques Bouton, Ritter, Baron von Saint-Beury, Herr von Corberon, Marigny, Villy-le-Brûlé und La Faye. Panetier von König François I.
Er wurde in Flandern, vermutlich in Brüssel geboren, seine Mutter war Flämin und sein Vater am königlichen Hof. Er wurde schon als kleines Kind Waise von seiner Mutter († 27. Juni 1517). Danach kam er mit seinem Bruder ins Burgund und wurde von seiner Großmutter, Cathérine de Dyo, erzogen. Nach seiner ersten Ausbildung verschaffte ihm sein Vater eine Stellung am Hof und er diente François I. sowohl auf Kriegszügen, als auch persönlich und wurde sein Panetier.
Nachdem er eine Stellung am Hof hatte, wollte er sich verheiraten – mit wem ist unbekannt – und reiste nach Lyon um Hochzeitskleider und Schmuck für seine Braut zu kaufen. Er war begleitet von Claude de Bauffremont und Philibert de Sercy. Sie übernachteten in einer Gaststätte vor der ein Ferkel als Wirtshausschild hing. Statt sich zur Ruhe zu legen, lagen sie alle drei übermütig in einem Bett, einer von ihnen las ein Buch mit französischen Versen, worüber sie sich unterhielten und lachten. Plötzlich fiel ihnen die Decke auf den Kopf und vom Aufprall stürzte auch der Boden ihres Zimmers ein, alle drei wurden erdrückt und fanden den Tod. Dies geschah am 2. Februar 1540. Da sein Vater seine Güter an Jean Bouton vererbte und verkaufte, endete damit der Zweig der Boutons, Herren von Corberon. Die ererbten und eingebrachten Güter wurden nicht an Bastarde vererbt.

### Claude Bouton II.
1111271 Claude Bouton, Herr von Le Fay, la Faye, Bosjean, Sens, Frangy, Corberon, Villy-le-Brûlé, Pont de L’Estalet, Beauvoir.
Claude und sein Bruder Pierre haben am gleichen Tag die beiden Töchter der benachbarten Montconis geheiratet. Claude heiratete am 23. August 1564 Anne de Montconis (Eltern: Philibert de Montconis, Herr von Montcony, Ritter des Ordre de Saint-Michel – Anne Regnard, Herrin von Menotey und Myon). Die Ehe dauerte nur kurz und blieb kinderlos, da Anne starb. Er heiratete erneut, am 5. Dezember 1570 Anne de Plaines (Eltern: Claude de Plaines, Herr von la Roche, Courcelles sur Augeon – Anne de Falerans, Vormündin der Braut). Annes Mitgift betrug 16.000 Livres.
Von seinem Vater übernahm er am 7. April 1575 die Herrschaften le Fay und Beauvoir, vorbehältlich der Nutznießung.
Claude Bouton sah sich gezwungen, sein Schloss instand zu stellen und gegen die Unruhen unter König Karl IX. zu schützen. Er ließ sechs Feldschlangen bauen, die mit den Wappen von sich und seiner Frau verziert sind, um sich gegen Angreifer zu verteidigen. Vier dieser Feldschlangen befinden sich im Schloss von Chamilly.
Die vier Kinder wurden alle in zweiter Ehe geboren, durch den Tod der Mutter kamen sie am 4. November 1581 unter Beistandschaft durch ihre Onkel, Hugues und Guillaume de Plaines. Claude erzog seine Kinder weiterhin selber und war ihnen ein guter Vater, bis er im September 1588 starb.

### Theode Bouton
1111281 Theode (Theodore) Bouton, Herr von La Tournelle, Châteaurenaud, Moroges, Saint-Micaud, Mons, Denizet.
Als Erstgeborener trug er den Titel Herr von Chamilly, obwohl er die Herrschaft nie besaß, da sein Vater Jaques-Nicolas alle seine Güter verkauft hatte, um das Erbe seiner Gemahlin zu erhalten und zu verbessern. Nachdem Theode aus der Vormundschaft entlassen war, übertrug ihm seine Mutter die Herrschaft Moroges zur Nutznießung, mit der Auflage, diese nach ihrem Tod in die Erbmasse zurückzugeben und alles unter den drei Brüdern zu gleichen Teilen zu verteilen.
Theode schloss sich den Hugenotten an, sehr zum Missfallen der Mutter, die ihn deshalb 1584 auf den Pflichtteil setzte. Nach dem Tod seiner Mutter focht er das Testament am 12. Januar 1585 an und verlangte die ordentliche Teilung der elterlichen Güter. Da seine jüngeren Brüder lange Prozesse befürchteten, ließen sie ein Schiedsgericht entscheiden, das ihm 1585 die Herrschaften Moroges und Saint-Micaud, die Zinsen aus Barizey und Germagny, die Scheune von Dieu-le-Gard und die Zehnten von Saint-Privé, Geurilly und Coulonge zusprach.
Am 17. Oktober 1579 heiratete er Anthoinette de Tenarre (Eltern: Anthoine de Tenarre, Herr von Denizet – Claude d’Andelot). Sie war Witwe von Jean de la Borderie, Herr von Saillant und Châteaurenaud.
Sie hatten vier Kinder, die meist in der protestantischen Kirche getauft wurden. Vor seinem Tod schwor er den Hugenotten ab und kehrte in die katholische Kirche zurück. Die Kinder starben jung, lediglich der jüngste, Salomon Bouton, konnte das Erbe antreten. Theode starb vor seiner Frau, die am 18. Juni 1598 ihren Sohn als Alleinerben einsetzte.

### Philippes Bouton IV.
1111283 Philippes Bouton, Herr von (Teilen von) Chamilly. Nach dem Tod seines Vaters, Jaques-Nicolas Bouton kam er mit seinen Geschwistern zusammen für 9 Jahre unter Vormundschaft durch ihre Mutter Claude Bouton.
Am 20. März 1575 teilte die Mutter das Erbe unter den drei überlebenden Kindern auf. Sie behielt die Nutznießung an der Herrschaft Chamilly zusammen mit Philippes. Nach ihrem Tod sollten sie alle zu gleichen Teilen erben.
Am 1. Oktober 1584 erstellte sie ein neues Testament, der älteste Sohn, Theode Bouton wurde auf den Pflichtteil gesetzt, aber schon am 1. November 1585 übertrug sie das Eigentum an der Herrschaft Chamilly mit allen Nebengebäuden zur Hälfte auf Philippes.
Unter dem Namen Herr von Chamilly schloss er sich den Hugenotten an, wie auch sein ältester Bruder, aber weniger eifrig als dieser. Jedenfalls sah er nach einiger Zeit seinen Fehltritt ein und schwor den Protestanten ab, um zum Glauben seiner Väter zurückzukehren.
Zunächst verließ er Chamilly und folgte seinen Verführern nach Genf, zusammen mit den Herren von Traves und Citey und Bastard von Besanceur. Sie stellten Truppen auf, um die Protestanten zu stärken und katholische Orte zu überfallen. Dies zwang den Herrn von Nance, dem die Garde von Cuiseaux unterstellt war, am 20. Dezember 1569, Gaspard de Saulx, Herr von Tavannes, Generalleutnant der burgundischen Regierung, um Unterstützung gegen die Hugenotten zu bitten. Philippes wurde in dieser Zeit von schweren Gewissensbissen wegen seines Abfalls geplagt und Philibert, Herr von Montcony, Kommandant und Gouverneur der Stadt und Festung von Chalon überredete ihn zur Rückkehr in den Schoss der katholischen Kirche, was er am 1. Juli 1570 öffentlich erklärte.
Claudine de Moroges, seine Tante, vermachte ihm am 2. Dezember 1585 ihre Güter, vorbehältlich einer Jahresrente von 300 Livres, damit er heiraten könne. Er schloss am 15. Januar 1595 eine Verbindung mit Magdelaine de Montmorillon (Eltern: Jean de Montmorillon, Baron von Villers, Herr von Essanlez, la Roche, Montagnet – Jeanne de Saint Trivier), die Ehe war kurz. Die Ehefrau starb wenig später kinderlos und hinterließ Philippes ⅔ ihres Vermögens, ihr Vater bestand aber auf einer Kürzung auf die Hälfte. Philippes ging eine zweite Ehe ein mit Françoise Armet, Herrin von Clessy und Mercey, die ebenfalls kinderlos blieb. Er starb im März 1605, seine Erben waren Herard Bouton, sein Bruder und Salomon Bouton, sein Neffe.

### Herard Bouton
1111284 Herard Bouton, Herr von Chamilly, Saint-Léger, Dennevy, Charangeroux, Jours-en-Vaux, Saint-Aubin, Gamay, Saint-Gilles, Mimande. Écuyer der Grande Écurie du Roi, Gentilhomme seiner Majestät.
Als Erbe seines Vaters, Jaques-Nicolas Bouton, wurde er Miterbe der Herrschaft Chamilly. Seine Mutter setzte jedoch den ältesten Bruder, Theode Bouton auf den Pflichtteil. Durch den Spruch des Schiedsgerichtes wurden die beiden jüngeren Brüder Herren von Chamilly und durch den Tod von Philippes gelangte Herard in den Alleinbesitz.
Die Zeit der Hugenottenkriege gaben Herard genügend Möglichkeiten, seine Treue und Loyalität unter Beweis zu stellen. Während seiner ganzen Laufbahn blieb er der Partei des Königs und der katholischen Kirche treu, im Gegensatz zu seinen Brüdern. Er diente unter den Königen Karl IX., Heinrich III. und Heinrich IV. Dies ermöglichte ihm, eine Verbindung einzugehen mit einer der nobelsten Familien Frankreichs, die die höchsten Ämter bekleidete. Am 1. Juli 1593 heiratete er Anne Brûlart (Eltern: Denis Brûlart, Ritter, Freiherr von Sombernon und von la Borde, Mitglied des Conseil du Roi des Königs, erster Präsident des Gerichtshofs von Dijon – Magdelaine Hennequin), die verwitwet war von Jaques Baillet, Herr von L‘Epervière und Saint-Désert. Herard war zu dieser Zeit Leutnant in einer Kompanie Chevauleger, deren Hauptmann der Bruder seiner Ehefrau war. Als die Bürgerkriege beendet waren, wurde Herard Bouton am 20. Februar 1603 Écuyer der Grande Écurie du Roi und Gentilhomme seiner Majestät und erhielt einen Lohn von 400 Livres. Er überlebte seine Ehefrau, mit der er 10 Kinder hatte.

### Christophe Bouton II.
1111311 Christophe Bouton, Herr von Pierre, Vaulvry, Grandmont, Souvans, Bans Les Groisons.
Als einziges Kind war er Universalerbe seiner Eltern. Er heiratete am 12. Februar 1566 Dorothée de Poitiers (Eltern: Charles de Poitiers III., Baron und Herr von Vadans, Saint-Vallier, Dormans – Dorothée von Hohberg). Sie stammte aus einer hochangesehenen, wohlhabenden Familie und erhielt als Mitgift : 10.000 Livres von ihren Eltern und 2000 Écus von Johanna von Spanien, Infantin von Portugal. Sein Testament erstellte er zuhanden seiner vier Kinder am 1. Juni 1594.

### Jean-Baptiste Bouton
11112711 Jean-Baptiste Bouton, Herr von Le Fay, Bosjean, Corberon, Sens, Frangy, la Faye, Pont de L’Estalet, Villy-le-Brûlé, Beauvoir.
Er wurde am 7. September 1571 getauft und erbte als Zehnjähriger von seinem Taufpaten und Großvater, Jean Bouton, einen Drittel der Güter. Dann erbte er auch den zweiten Drittel von seinem vorverstorbenen Bruder Cleriardus und letztlich auch den Rest mit dem Tod seines Vaters Claude Bouton. Jean-Baptiste geriet in Streit mit seinen Schwestern, die sich benachteiligt fühlten. Am 23. Oktober 1588 einigten sich die Geschwister, er bezahlte jeder seiner Schwestern die Summe von 21.000 Livres und sie bekamen die Kleider seiner Mutter. Er war der einzige männliche Nachkomme der Herren von Le Fay, wurde schwer krank, testierte am 18. September 1603 und starb kurz darauf. Da er ledig starb, erbten seine Schwestern zu gleichen Teilen.
Der Zweig der Bouton als Herren von Le Fay starb somit in der achten Generation und nach 245 Jahren (1358–1603) aus.

### Salomon Bouton
11112814 Salomon Bouton, Herr von La Tournelle, Châteaurenaud, Mons, Denizet, Moroges.
Er wurde in La Tournelle getauft, gehörte ebenfalls dem hugenottischen Glauben an, kehrte später aber zurück in die katholische Kirche. Seine Brüder starben jung, was dazu führte, dass er alles von Vater und Mutter allein erbte.
Am 19. April 1621 heiratete er Philiberte de Garadeur (Eltern: François-Antide de Garadeur, Ritter des königlichen Ordens, Herr und Baron von Lescluse, Drace, Taponay, Saint Jean d’Ardières, Sollier – Gabrielle d’Apchie). Er starb krank und ans Bett gefesselt und erstellte sein Testament am 9. Februar 1627. Er wurde in der Kirche von Châteaurenaud beigesetzt.
Sein Sohn Jean-Baptiste wurde Alleinerbe, seine Frau war bei seinem Tode schwanger, das Kind sollte François heißen, falls es ein Knabe werden sollte. Seine Kinder – mit seinem ungeborenen – sollten je 3.000 Livres erhalten.
Seine Frau testierte am 19. April 1631 und wollte bei ihrem Mann in Châteaurenaud beerdigt werden. Drei ihrer Kinder waren bereits tot, Jean-Baptiste verzichtete aber auf seine Güter zugunsten seiner Schwestern, damit diese eine gute Partie machen konnten. Zum Vormund wurde Nicolas Bouton, Herr von Chamilly bestimmt, der auch alles erben würde, falls die Töchter ledig sterben sollten, unter Auszahlung von 10.000 Livres an seinen Schwager, Anthoine de Garadeur, Herr von Lescluse.
Es brauchte richterliche Instanzen, um den eingesetzten Vormund dazu zu bewegen, seinen Pflichten ordnungsgemäß nachzukommen. Die Kinder waren noch jung, die ältere Tochter 9, der Sohn 7 und die zweite Tochter 4. Am 5. Juni 1631 bestätigten die Verwandten die Wahl des Vormunds, bestellten aber Herrn von Pressiat als Sachwalter.

### Nicolas Bouton
ss11112844 Nicolas Bouton, Graf von Chamilly, (* 26. Juli 1598; † Oktober 1662), Baron von Montaigu, Nantoux, Herr von Saint-Léger, Dennevy, Saint-Gilles, Charangeroux. Mitglied des Conseil du Roi des Königs, Oberstleutnant im Regiment von Enghien, Maréchal de camp, Gouverneur von La Capelle und Vertreter des burgundischen Adels in den Generalständen.
Nach der ersten Erziehung im Elternhaus, verbrachte er sieben Jahre als Page im Dienste der Königin Maria von Medici. Holland war zu jener Zeit das Zentrum für die Ausbildung des französischen Adels und Nicolas erlernte dort das Kriegshandwerk. Auch wenn er der Viertgeborene war, war er nach dem Tod seiner Brüder der älteste Sohn, auf dem die Hoffnungen für das Weiterbestehen der Familie ruhten. Er heiratete am 14. August 1622 Marie de Cirey (Eltern: Benigne de Cirey, Herr von Magny-sur-Tille und Magistrat des obersten Gerichts des Burgund – Marie Jaquot).
Nach der Heirat und der Geburt der ersten Kinder zog es Nicolas wieder zur Armee. Die ersten Einsätze leistete er als Oberst der Infanterie, Hauptmann, Regimentskommandeur und Leutnant der Gendarmen des Grafen de Tavannes.
Mit Beginn des Französisch-Spanischen Krieges schuf der Herzog von Enghien ein neues Infanterieregiment, das Régiment d’Enghien. Nicolas war als Hauptmann der dritten Kompanie vorgesehen.
Bis das Regiment aufgestellt war, wollte ihn der Kommandant aber nicht ruhen lassen. Da der König den Adel zu den Waffen gerufen hatte, um unter dem Kommando von Graf von Soissons, Herzog von Angoulême und Marschall de la Force, den General Gallas und den Grafen von Mansfeld abzuwehren, die von Metz her eindrangen, erhielt er am 6. August 1635 den Auftrag, die Adligen der Obervogtei Chalon in den Kampf zu führen.
Am 30. Oktober 1638 wurde er Oberstleutnant und Regimentskommandeur. Mit dem Regiment von Enghien nahm er an Feldzügen teil, wie der Belagerung von Dole und Fontarabie, der Eroberung von Salses, Tarragona, Perpignan, Flix, und der Schlacht bei Freiburg, an der er Maréchal de camp der Armee wurde, und schließlich bei der Einnahme der Festung Philippsburg.
Während dieser Zeit vergaß er aber nicht, seinen Besitz zu mehren und erwarb die Baronien Montaigu und Nantoux. Als der König von den Verdiensten der Boutons hörte, die sowohl seinen Vorfahren, als auch ihm selber treu gedient hatten, vereinigte er die beiden Baronien mit der Herrschaft Chamilly und machte sie im April 1644 zur Grafschaft Chamilly. Im Mai 1645 wurden die Provinzstände einberufen und Nicolas als Vertreter des Adels gewählt.
Dem Regiment von Enghien wurde Stadt und Festung von Stenay anvertraut. Der Kommandant bot seine erfahrensten Offiziere auf und Nicolas wurde sein Stellvertreter. In dieser Funktion leitete er die Eroberung von Balaguer, was ihm höchste Anerkennung einbrachte. Er wurde am 11. Dezember 1645 Mitglied des Conseil du Roi und Staatsrat.
Die verschiedenen Ämter erforderten viel Arbeit und Zeit, es gelang ihm jedoch immer wieder, an wichtigen militärischen Entscheidungen mitzuwirken, wie beispielsweise bei der Eroberung von Tortosa. Der Kampfesmut, der ihm innewohnte, brachte ihm den Respekt und die Anerkennung des Herzogs von Enghien ein. Nicolas Bouton kommandierte die Festung Stenay und empfing den Marschall von Turenne und die Herzogin von Longueville. Zudem kümmerte er sich mit Eifer und Einsatz um das Wohl seiner Truppen.
Anlässlich der Belagerung von Stenay durch Marquis de Fabert wurde Nicolas durch eine Musketenkugel an der Schulter verletzt, sein Sohn Herard wurde ebenfalls von drei Kugeln getroffen. Sie überlebten aber beide, während die meisten Offiziere ihr Leben lassen mussten.
Aufgrund der Schwere der Verwundung und des fortgeschrittenen Alters war Bouton nicht mehr kriegstauglich und blieb in Namur bis ihm der Herzog von Enghien am 1. April 1655 die Regierung von La Capelle übergab. Anlässlich vieler kriegerischer Handlungen war sein Einsatz weiterhin gefordert. Der Marschall von Turenne war nun ein Gegner des Herzogs von Enghien und lag zwischen La Capelle und Rocroi, wo sich Nicolas’ Sohn befand. Obwohl dieser von einer Kugel die durch seinen Körper ging, tödlich verwundet war, fand er dennoch Mittel und Wege um seinen Vater aus La Capelle zu befreien.
Nach dem Friedensschluss nahm Nicolas seinen Abschied aus der Armee und konnte sich seinen Angelegenheiten widmen, die nach der langen Abwesenheit dringend nötig waren.
Am 29. Mai 1651 hatte seine Ehefrau ihr Testament erstellt, am 22. Juni 1661 er selber, im folgenden Jahr starb er im Oktober mit 64 Jahren und wurde in der Pfarrkirche von Chamilly beigesetzt.

### Herard Bouton II.
11112849 Herard Bouton II., Herr von Saint-Léger, Dennevy, Saint-Gilles. Hauptmann im Regiment von Enghien.
Nach seiner Erziehung meldete er sich als Freiwilliger in die Dienste des Königs Ludwig XIII. gegen die Hugenotten. Die Gefahren in diesen Kämpfen bewogen ihn dazu, am 29. September 1625 ein eigenhändiges Testament zu erstellen, in dem er seinen Bruder Nicolas Bouton, oder, falls dieser kinderlos bliebe, seinen Bruder 111128410 Philippes als Alleinerben einsetzte.
Herard Bouton nahm am Mantuanischen Erbfolgekrieg teil, übernahm am 3. April 1628 eine Kompanie im Regiment des Generals und zeichnete sich durch große Tapferkeit aus.
Er heiratete am 22. Januar 1633 Elizabeth de Villers-La Faye (Eltern: Hercules de Villers-la Faye, Baron von Mauvilly, Herr von Beaunotte, Meulson, Précluse, Poix – Anne Chastenay). 1635 begann der Französisch-Spanische Krieg, für den Herzog von Enghien wurde ein Regiment gegründet und dafür die besten Führer im Burgund berufen. Herard Bouton gehörte dazu und übernahm eine Kompanie als Hauptmann. Eine Krankheit zwang ihn aber schon nach kurzer Zeit, sich zurückzuziehen und er starb 1636. Die Ehe blieb kinderlos, die Witwe heiratete später Denis de Salvaing.

### Claude Bouton III.
11113111 Claude Bouton, Herr von Pierre, Grandmont, Souvans, Bans, Beauregard und Bram.
Er heiratete am 19. August 1602 Gabrielle de Salives (Eltern: Marc de Salives, Herr von Betoncourt, Villemandey, Espenoux – Marguerite de Mandres). Die Ehe dauerte nur zwei Jahre, bis die Ehefrau starb und eine Tochter, Dorothée Bouton, hinterließ, die aber sehr jung starb.
Er heiratet ein weiteres Mal Anne-Anthoinette de Charreton, Baronin von Le Pin, Herrin von Roche, die Ehe blieb kinderlos.
Am 24. September 1638 setzte er seine Ehefrau als Nutznießerin ein und Claude de Thiard de Bissy, Comte von Bissy, seinen Neffen und Patenkind als Universalerben, unter der Bedingung, dass dieser den Namen Bouton zu tragen und das Familienwappen zu führen habe. Claude Bouton starb in Metz im Jahr 1670.

### Herard Bouton III.
111128446 Herard Bouton, Graf von Chamilly, Baron von Montaigu, Nantoux, Beaumesnil, Herr von Bourgneuf, Touches, Chamirey, Saint-Marc, Charrecey, Saint-Bérain, Les Lauchères, Corchanu, Chassey, Vallotte, Bercully, La Couhée, Mimande, Saint-Aubin, Gamay, Jours-en-Vaux, Vellerot, Charangeroux, Vaublanc, Apremont, Boissy-Mauvoisin, Vieille, Bré, Le Noyer, Saint-Lambert, Épinay, Saint-Vincent, Pierre Ronde. Generalleutnant der königlichen Armeen, Kommandeur des Kavallerieregiments von Enghien, Kapitänleutnant der leichten Kavallerie und Ordonnanzkompanie von Enghien, Gouverneur der Festung von Dijon, Deputierter des burgundischen Adels in den Generalständen.
Er wird am 13. Januar 1630 geboren und genießt eine sorgfältige Erziehung durch seine Eltern. Er tritt als Page in die Dienste von Herzog von Enghien und nimmt noch als Page an der Schlacht bei Rocroi und der Schlacht bei Freiburg teil.
Nach der Rückkehr von Freiburg war seine Erstausbildung abgeschlossen und er besuchte während 18 Monaten die Militärakademie, um sich das nötige Rüstzeug für seine Karriere zu holen. Im Anschluss folgte er dem Herzog von Enghien als Freiwilliger nach Katalonien, im folgenden Jahr in die Schlacht bei Lens, in der er als Fahnenjunker die Cornette seiner Ordonnanz-Kavalleriekompanie trug. In derselben Funktion nahm er an der Belagerung von Cambrai teil und wurde anschließend Oberleutnant seiner Einheit. Er folgte seinem Dienstherrn Louis II. de Bourbon, Prince de Condé und Herzog von Enghien, für neun Jahre ins spanische Exil. Er war seit 20. September 1654 Oberst im Kavallerieregiment von Enghien. Am 19. Dezember 1658 wurde Herard gar zum Maréchal de camp befördert. Nach dem Friedensschluss befahl der Herzog von Enghien Bouton mit seinen Truppen zu sich nach Aix und machte ihn zum Kommandanten seines Kavallerieregiments. Am 15. Dezember 1660 erhielt Herard das Kommando über die Festung Dijon, zugleich wurde er als Deputierter des Adels für drei Jahre in die Generalstände gewählt.
Bouton wollte die Friedenszeit genießen und sah sich nach einer Ehefrau um. Seinem Vater gelang es, ihn mit Catherine le Conte-De Nonant zu verheiraten, die aus einer angesehenen und wohlhabenden Familie stammte. Sie heirateten am 2. Oktober 1660. Der Ehevertrag wurde durch Vermittlung von Louis II. de Bourbon, Prince de Condé und Herzog von Enghien, ausgehandelt. Von seinem Vater erhielt Herard die Grafschaft Chamilly, die Baronien von Montaigu und Nantoux, die Herrschaft Charangeroux, dazu kamen die Güter, die ihm von 111128410 Philippes Bouton, seinem Onkel überlassen worden waren. Seine Ehefrau erhielt ihren Erbteil von ihrem verstorbenen Vater und ihrem Bruder, 30.000 Livres von ihrer Mutter, nebst Apremont und Boissy-Mauvoisin zugunsten des erstgeborenen Sohnes.
Erneut brachen kriegerische Handlungen (Devolutionskrieg) aus und Herard wurde zu den Truppen gerufen. Diese Aufgabe war aber angenehmer, er wurde gleich zu Beginn zum Stellvertreter des Maréchal de camp der königlichen Truppen ernannt. Diese Aufgabe war noch anspruchsvoller als seine bisherigen, aber er befand sich dadurch beim König Louis XIV., der seine Dienste ebenfalls schätzen lernte. Herard wurde versprochen, mit einer Einheit von 3000 Mann die Ostflanke Burgunds gegen einen spanischen Angriff schützen zu dürfen. Dieses Versprechen wurde nicht erfüllt, hingegen wurde er am 30. März 1668 Maréchal de camp der königlichen Truppen und nach Flandern in den Holländischen Krieg geschickt. Anschließend folgte ein Einsatz im Roussillon als Generalleutnant (ein Rang unter dem Maréchal de France) gegen die rebellierenden Miquelets (Freischärler).
Weitere Daten sind über Herard Bouton nicht bekannt. Von seinen sechs Kindern scheint lediglich der jüngste Sohn dem Kindesalter entwachsen zu sein und möglicherweise die Töchter. Auch dieser Sohn starb 1722. Jedenfalls gelangte das Schloss Beaumesnil in den Besitz der Familie Martel de Cleres.
Der Zweig der Bouton als Herren von Chamilly starb nach 179 Jahren (1543–1722) aus.

### Noel Bouton
1111284410 Noël Bouton, Marquis von Chamilly, Herr von Saint-Léger, Dennevy, Saint-Gilles, Ritter des Ordens vom heiligen Geist, Marschall von Frankreich, Gouverneur von Strassburg
Seine militärischen Leistungen werden erstmals im Zusammenhang mit der Schlacht bei Valencia (16. Juli 1656) erwähnt, an der er als Freiwilliger teilnahm und zusammen mit 400 Offizieren und 4000 Soldaten gefangen genommen wurde. Er setzte seine militärische Laufbahn als Hauptmann im Kavallerieregiment des kürzlich verstorbenen Kardinal Mazarin fort, das er am 8. Februar 1658 übernahm. Nach dem Pyrenäenfrieden diente er ab 13. November 1660 während vier Jahren dem König von Portugal als Mestre de camp unter Friedrich von Schomberg, von wo ihn der König zurückrief und ihm ein Kavallerieregiment versprach. Bis dahin kämpfte er unter dem Kommando seines älteren Bruders, Herard Bouton III. bei der Übernahme der Franche-Comté, der Eroberung von Dole und schließlich in Flandern als Marquis de Chamilly mit seinem Kavallerieregiment.
Da dieser Feldzug nur kurz dauerte und Noël nicht dem Müßiggang verfallen wollte, schloss er sich als Freiwilliger den Truppen an, die der König zur Befreiung von Candia nach Kreta sandte. Am 25. Oktober 1668 wurde er durch den Erzbischof von Kreta, Giovanni Querini mit dem Schutzengelorden ausgezeichnet, den Papst Clemens IX. für den Adel geschaffen hatte, der sein Leben im Kampf gegen die Türken aufs Spiel setzte.
Noël zeichnete sich durch große Tapferkeit im Kampf gegen die Türken aus und wurde durch einen Speerstich am Bein verwundet. Nach seiner Rückkehr erhielt er das Kommando über das Burgunder Regiment, das am 10. März 1670 nach Dünkirchen verlegt wurde. Er wurde Gouverneur von Poitou, Aunis und Saintonge und wurde am 14. Januar 1703 zum Marschall von Frankreich, Gouverneur von Straßburg und am 2. Februar 1705 durch König Louis XIV. zum Ritter des Heiliggeistordens ernannt.
Im März 1677 heiratete er Élisabeth du Bouchet. Er starb am 8. Januar 1715 ohne Nachkommen und wurde in der Kirche Saint-Jean-en-Grève in Paris beigesetzt.

## Liste der Besitzungen der Familie Bouton
Die Koordinaten geben die Lage des Besitzes innerhalb der Gemeinde an. Es handelt sich dabei vielfach um Flurnamen oder Weilerbezeichnungen. Sie lassen keinen Schluss auf die Größe des Besitzes zu.
| Besitzung               | Region          | Département    | Arrondissement   | Kanton                | Gemeinde                              | Länge      | Breite      |
| ----------------------- | --------------- | -------------- | ---------------- | --------------------- | ------------------------------------- | ---------- | ----------- |
| Melin                   | Burgund         | Côte-d’Or      | Beaune           | Ladoix-Serrigny       | Auxey-Duresses                        | 4° 42' 40" | 46° 58' 52" |
| Nantoux                 | Burgund         | Côte-d’Or      | Beaune           | Ladoix-Serrigny       | Nantoux                               | 4° 45' 36" | 47° 1' 57"  |
| Pommard                 | Burgund         | Côte-d'Or      | Beaune           | Ladoix-Serrigny       | Pommard                               | 4° 47' 42" | 47° 0' 36"  |
| Volnay                  | Burgund         | Côte-d’Or      | Beaune           | Ladoix-Serrigny       | Volnay (Côte-d’Or)                    | 4° 47' 6"  | 47° 0' 7"   |
| Serrigny                | Burgund         | Côte-d’Or      | Beaune           | Ladoix-Serrigny       | Ladoix-Serrigny                       | 0° 29' 19" | 47° 3' 58"  |
| Marigny                 | Burgund         | Côte-d’Or      | Beaune           | Ladoix-Serrigny       | Marigny-lès-Reullée                   | 4° 57' 43" | 46° 59' 53" |
| Saussey                 | Burgund         | Côte-d’Or      | Beaune           | Arnay-le-Duc          | Saussey (Côte-d’Or)                   | 4° 36' 36" | 47° 4' 12"  |
| Jours-en-Vaux           | Burgund         | Côte-d’Or      | Beaune           | Arnay-le-Duc          | Jours-en-Vaux                         | 4° 35' 2"  | 47° 2' 35"  |
| Hubert                  | Burgund         | Côte-d’Or      | Beaune           | Arnay-le-Duc          | Nolay (Côte-d’Or)                     | 4° 37' 48" | 46° 57' 18" |
| Gamay                   | Burgund         | Côte-d’Or      | Beaune           | Nolay                 | Saint-Aubin (Côte-d’Or)               | 4° 43' 19" | 46° 57' 20" |
| Saint Aubin             | Burgund         | Côte-d’Or      | Beaune           | Ladoix-Serrigny       | Saint-Aubin (Côte-d’Or)               | 4° 42' 32" | 46° 57' 4"  |
| Agencourt               | Burgund         | Côte-d’Or      | Beaune           | Nuits-Saint-Georges   | Agencourt                             | 4° 58' 37" | 47° 7' 44"  |
| Corgoloin               | Burgund         | Côte-d’Or      | Beaune           | Nuits-Saint-Georges   | Corgoloin                             | 4° 54' 54" | 47° 5' 6"   |
| Premeaux                | Burgund         | Côte-d’Or      | Beaune           | Nuits-Saint-Georges   | Premeaux-Prissey                      | 4° 56' 2"  | 47° 6' 43"  |
| Quincey                 | Burgund         | Côte-d’Or      | Beaune           | Nuits-Saint-Georges   | Quincey (Côte-d’Or)                   | 4° 58' 23" | 47° 6' 40"  |
| Faye (La)               | Burgund         | Côte-d’Or      | Beaune           | Nuits-Saint-Georges   | Villers-la-Faye                       | 4° 52' 41" | 47° 6' 22"  |
| Longvay                 | Burgund         | Côte-d’Or      | Beaune           | Nuits-Saint-Georges   | Villy-le-Moutier                      | 4° 58' 48" | 47° 3' 36"  |
| Villy-le-Brûslé         | Burgund         | Côte-d’Or      | Beaune           | Nuits-Saint-Georges   | Villy-le-Moutier                      | 5° 0' 23"  | 47° 1' 59"  |
| Chazilly-le-Haut        | Burgund         | Côte-d’Or      | Beaune           | Arnay-le-Duc          | Chazilly                              | 4° 34' 55" | 46° 10' 52" |
| Corberon                | Burgund         | Côte-d’Or      | Beaune           | Ladoix-Serrigny       | Corberon                              | 4° 59' 42" | 47° 0' 36"  |
| Corgengoux              | Burgund         | Côte-d’Or      | Beaune           | adoix-Serrigny        | Corgengoux                            | 4° 59' 24" | 46° 59' 24" |
| Glanon                  | Burgund         | Côte-d’Or      | Beaune           | Brazey-en-Plaine      | Glanon                                | 5° 6' 32"  | 47° 2' 28"  |
| Beurizot                | Burgund         | Côte-d’Or      | Montbard         | Semur-en-Auxois       | Beurizot                              | 4° 29' 38" | 47° 21' 9"  |
| Lignières               | Burgund         | Côte-d’Or      | Montbard         | Semur-en-Auxois       | Beurizot                              | 4° 30' 0"  | 46° 21' 29" |
| Saint-Beury             | Burgund         | Côte-d’Or      | Montbard         | Semur-en-Auxois       | Beurizot                              | 4° 29' 20" | 47° 21' 36" |
| Clamerey                | Burgund         | Côte-d’Or      | Montbard         | Semur-en-Auxois       | Clamerey                              | 4° 25' 37" | 47° 23' 13" |
| Saint-Thibault          | Burgund         | Côte-d’Or      | Montbard         | Semur-en-Auxois       | Saint-Thibault (Côte-d’Or)            | 4° 28' 16" | 47° 22' 23" |
| Vaublanc                | Burgund         | Nièvre         | Nevers           | Decize                | Saint-Germain-Chassenay               | 3° 23' 31" | 46° 46' 34" |
| Groisons (Les)          | Burgund         | Saône-et-Loire | Autun            | Le Creusot-1          | Montcenis                             | 4° 24' 38" | 46° 47' 26" |
| Moroges                 | Burgund         | Saône-et-Loire | Chalon-sur-Saône | Givry                 | Moroges                               | 4° 40' 30" | 46° 45' 0"  |
| Chamilly                | Burgund         | Saône-et-Loire | Chalon-sur-Saône | Chagny                | Chamilly                              | 4° 41' 2"  | 46° 52' 5"  |
| Bercully                | Burgund         | Saône-et-Loire | Chalon-sur-Saône | Chagny                | Chassey-le-Camp                       | 4° 41' 35" | 46° 52' 52" |
| Chassey                 | Burgund         | Saône-et-Loire | Chalon-sur-Saône | Chagny                | Chassey-le-Camp                       | 4° 41' 49" | 46° 53' 13" |
| Corchanu                | Burgund         | Saône-et-Loire | Chalon-sur-Saône | Chagny                | Chassey-le-Camp                       | 4° 41' 31" | 46° 53' 53" |
| Couhée (La)             | Burgund         | Saône-et-Loire | Chalon-sur-Saône | Chagny                | Chassey-le-Camp                       | 4° 42' 7"  | 46° 53' 20" |
| Valotte                 | Burgund         | Saône-et-Loire | Chalon-sur-Saône | Chagny                | Chassey-le-Camp                       | 4° 42' 25" | 46° 53' 49" |
| Mimande                 | Burgund         | Saône-et-Loire | Chalon-sur-Saône | Chagny                | Chaudenay (Saône-et-Loire)            | 4° 47' 60" | 46° 55' 44" |
| Dennevy                 | Burgund         | Saône-et-Loire | Chalon-sur-Saône | Chagny                | Dennevy                               | 4° 38' 51" | 46° 51' 54" |
| Saint-Gilles            | Burgund         | Saône-et-Loire | Chalon-sur-Saône | Chagny                | Saint-Gilles (Saône-et-Loire)         | 4° 39' 50" | 46° 52' 41" |
| Saint-Léger             | Burgund         | Saône-et-Loire | Chalon-sur-Saône | Chagny                | Saint-Léger-sur-Dheune                | 4° 38' 6"  | 46° 50' 46" |
| Charrecey               | Burgund         | Saône-et-Loire | Chalon-sur-Saône | Chagny                | Charrecey                             | 4° 40' 5"  | 46° 50' 20" |
| Bourgneuf               | Burgund         | Saône-et-Loire | Chalon-sur-Saône | Givry                 | Mercurey                              | 4° 43' 1"  | 46° 50' 10" |
| Chamirey                | Burgund         | Saône-et-Loire | Chalon-sur-Saône | Givry                 | Mercurey                              | 4° 43' 34" | 46° 49' 37" |
| Touches                 | Burgund         | Saône-et-Loire | Chalon-sur-Saône | Givry                 | Mercurey                              | 4° 42' 56" | 46° 49' 46" |
| Lauchères (Les)         | Burgund         | Saône-et-Loire | Chalon-sur-Saône | Chagny                | Saint-Bérain-sur-Dheune               | 4° 37' 19" | 46° 50' 6"  |
| Saint-Bérain            | Burgund         | Saône-et-Loire | Chalon-sur-Saône | Chagny                | Saint-Bérain-sur-Dheune               | 4° 36' 4"  | 46° 49' 30" |
| Vellerot                | Burgund         | Saône-et-Loire | Chalon-sur-Saône | Chagny                | Saint-Bérain-sur-Dheune               | 4° 35' 60" | 46° 48' 54" |
| Saint-Marc              | Burgund         | Saône-et-Loire | Chalon-sur-Saône | Givry                 | Saint-Mard-de-Vaux                    | 4° 41' 2"  | 46° 48' 47" |
| Montaigu                | Burgund         | Saône-et-Loire | Chalon-sur-Saône | Givry                 | Saint-Martin-sous-Montaigu            | 4° 42' 54" | 46° 48' 54" |
| Saint-Micaud            | Burgund         | Saône-et-Loire | Chalon-sur-Saône | Blanzy                | Saint-Micaud                          | 4° 32' 46" | 46° 41' 31" |
| Vuillafans              | Burgund         | Saône-et-Loire | Chalon-sur-Saône | Sennecey-le-Grand     | Sennecey-le-Grand                     | 4° 54' 50" | 46° 37' 12" |
| Bragny                  | Burgund         | Saône-et-Loire | Chalon-sur-Saône | Gergy                 | Bragny-sur-Saône                      | 5° 2' 6"   | 46° 54' 45" |
| Vauvry                  | Burgund         | Saône-et-Loire | Chalon-sur-Saône | Gergy                 | Ciel                                  | 5° 3' 29"  | 46° 51' 29" |
| Palleau                 | Burgund         | Saône-et-Loire | Chalon-sur-Saône | Gergy                 | Palleau                               | 5° 1' 48"  | 46° 57' 18" |
| Anzy-le-Duc             | Burgund         | Saône-et-Loire | Charolles        | Paray-le-Monial       | Anzy-le-Duc                           | 4° 3' 36"  | 46° 19' 12" |
| Fay (Le )               | Burgund         | Saône-et-Loire | Louhans          | Beaurepaire-en-Bresse | Le Fay                                | 5° 19' 41" | 46° 40' 5"  |
| Molambief               | Burgund         | Saône-et-Loire | Louhans          | Louhans               | Le Fay                                | 5° 18' 58" | 46° 39' 29" |
| Tournelle (La)          | Burgund         | Saône-et-Loire | Louhans          | Louhans               | Saint-Martin-du-Mont (Saône-et-Loire) | 5° 17' 42" | 46° 37' 16" |
| Savigny                 | Burgund         | Saône-et-Loire | Louhans          | Pierre-de-Bresse      | Savigny-en-Revermont                  | 5° 25' 23" | 46° 38' 2"  |
| Varennes-St. Sauveur    | Burgund         | Saône-et-Loire | Louhans          | Cuiseaux              | Varennes-Saint-Sauveur                | 5° 14' 31" | 46° 28' 55" |
| Hauterive               | Burgund         | Saône-et-Loire | Louhans          | Louhans               | Bruailles                             | 5° 14' 6"  | 46° 35' 42" |
| Bram                    | Burgund         | Saône-et-Loire | Louhans          | Louhans               | Louhans                               | 5° 12' 32" | 46° 37' 41" |
| Châteaurenaud           | Burgund         | Saône-et-Loire | Louhans          | Louhans               | Louhans                               | 5° 13' 55" | 46° 38' 2"  |
| Louhans                 | Burgund         | Saône-et-Loire | Louhans          | Louhans               | Louhans                               | 5° 13' 30" | 47° 37' 30" |
| Arragay (les Enrageois) | Burgund         | Saône-et-Loire | Louhans          | Louhans               | Ratte (Saône-et-Loire)                | 5° 20' 17" | 46° 38' 24" |
| Barand                  | Burgund         | Saône-et-Loire | Louhans          | Louhans               | Saint-Usuge                           | 5° 16' 26" | 46° 40' 52" |
| Charangeroux            | Burgund         | Saône-et-Loire | Louhans          | Louhans               | Saint-Usuge                           | 5° 15' 50" | 46° 41' 46" |
| Denizet                 | Burgund         | Saône-et-Loire | Louhans          | Cuiseaux              | Montpont-en-Bresse                    | 5° 8' 53"  | 46° 32' 13" |
| Mont                    | Burgund         | Saône-et-Loire | Louhans          | Cuiseaux              | Montpont-en-Bresse                    | 5° 9' 43"  | 46° 32' 49" |
| Barre (La)              | Burgund         | Saône-et-Loire | Louhans          | Cuiseaux              | Sainte-Croix (Saône-et-Loire)         | 5° 15' 4"  | 46° 34' 55" |
| Authumes                | Burgund         | Saône-et-Loire | Louhans          | Pierre-de-Bresse      | Authumes                              | 5° 20' 60" | 46° 53' 24" |
| Lays                    | Burgund         | Saône-et-Loire | Louhans          | Pierre-de-Bresse      | Lays-sur-le-Doubs                     | 5° 14' 42" | 46° 55' 12" |
| Moisenant               | Burgund         | Saône-et-Loire | Louhans          | Pierre-de-Bresse      | Montjay (Saône-et-Loire)              | 5° 18' 36" | 46° 48' 27" |
| Beauregard              | Burgund         | Saône-et-Loire | Louhans          | Pierre-de-Bresse      | Pierre-de-Bresse                      | 5° 16' 1"  | 46° 53' 20" |
| Grandmont               | Burgund         | Saône-et-Loire | Louhans          | Pierre-de-Bresse      | Pierre-de-Bresse                      | 5° 16' 44" | 46° 53' 29" |
| Pierre                  | Burgund         | Saône-et-Loire | Louhans          | Pierre-de-Bresse      | Pierre-de-Bresse                      | 5° 15' 54" | 46° 52' 55" |
| Bosjean                 | Burgund         | Saône-et-Loire | Louhans          | Saint-Germain-du-Bois | Bosjean                               | 5° 19' 57" | 46° 45' 45" |
| Chavannes (Les)         | Burgund         | Saône-et-Loire | Louhans          | Pierre-de-Bresse      | Bosjean                               | 5° 20' 31" | 46° 46' 44" |
| Beauvoir                | Burgund         | Saône-et-Loire | Louhans          | Saint-Germain-du-Bois | Frangy-en-Bresse                      | 5° 19' 8"  | 46° 43' 50" |
| Clémencey               | Burgund         | Saône-et-Loire | Louhans          | Pierre-de-Bresse      | Frangy-en-Bresse                      | 5° 17' 42" | 46° 43' 37" |
| Frangy                  | Burgund         | Saône-et-Loire | Louhans          | Pierre-de-Bresse      | Frangy-en-Bresse                      | 5° 19' 55" | 46° 43' 59" |
| Suligny                 | Burgund         | Saône-et-Loire | Louhans          | Pierre-de-Bresse      | Frangy-en-Bresse                      | 5° 19' 19" | 46° 42' 22" |
| Villeneuve (la)         | Burgund         | Saône-et-Loire | Louhans          | Pierre-de-Bresse      | Frangy-en-Bresse                      | 5° 19' 44" | 46° 43' 23" |
| Estalet (L')            | Burgund         | Saône-et-Loire | Louhans          | Pierre-de-Bresse      | Sens-sur-Seille                       | 5° 17' 31" | 46° 44' 56" |
| Sens                    | Burgund         | Saône-et-Loire | Louhans          | Pierre-de-Bresse      | Sens-sur-Seille                       | 5° 19' 8"  | 46° 44' 42" |
| Bans                    | Franche-Comté   | Jura           | Dole             | Mont-sous-Vaudrey     | Bans                                  | 5° 34' 48" | 46° 58' 48" |
| Séligney                | Franche-Comté   | Jura           | Dole             | Tavaux                | Séligney                              | 5° 32' 24" | 46° 56' 15" |
| Souvans                 | Franche-Comté   | Jura           | Dole             | Mont-sous-Vaudrey     | Souvans                               | 5° 33' 18" | 46° 59' 42" |
| Perron (Le)             | Franche-Comté   | Jura           | Lons-le-Saunier  | Saint-Amour           | Beaufort                              | 5° 24' 43" | 46° 36' 18" |
| Gevingey                | Franche-Comté   | Jura           | Lons-le-Saunier  | Lons-le-Saunier-2     | Gevingey                              | 5° 30' 25" | 46° 38' 13" |
| Quintigny               | Franche-Comté   | Jura           | Lons-le-Saunier  | Bletterans            | Quintigny                             | 5° 31' 23" | 46° 44' 2"  |
| Beaumesnil              | Haute-Normandie | Eure           | Bernay           | Beaumesnil            | Beaumesnil (Eure)                     | 0° 42' 25" | 49° 0' 40"  |
| Pierreronde             | Haute-Normandie | Eure           | Bernay           | Mesnil-en-Ouche       | Beaumesnil (Eure)                     | 0° 41' 31" | 49° 1' 34"  |
| Saint-Lambert           | Haute-Normandie | Eure           | Bernay           | Mesnil-en-Ouche       | Beaumesnil (Eure)                     | 0° 41' 56" | 49° 0' 0"   |
| Épinay                  | Haute-Normandie | Eure           | Bernay           | Mesnil-en-Ouche       | Épinay (Eure)                         | 0° 38' 35" | 48° 58' 48" |
| Noyer (Le)              | Haute-Normandie | Eure           | Bernay           | Brionne               | Le Noyer-en-Ouche                     | 0° 46' 19" | 49° 0' 18"  |
| Boulay                  | Haute-Normandie | Eure           | Bernay           | Beuzeville            | Saint-Vincent-du-Boulay               | 0° 28' 59" | 49° 5' 38"  |
| Saint-Vincent           | Haute-Normandie | Eure           | Bernay           | Beuzeville            | Saint-Vincent-du-Boulay               | 0° 29' 20" | 49° 6' 11"  |
| Boissy-Mauvoisin        | Île-de-France   | Yvelines       | Mantes-la-Jolie  | Bonnières-sur-Seine   | Boissy-Mauvoisin                      | 1° 34' 46" | 48° 57' 52" |
| Apremont                | Île-de-France   | Yvelines       | Mantes-la-Jolie  | Bonnières-sur-Seine   | Perdreauville                         | 1° 36' 52" | 48° 58' 53" |

## Karte der Besitzungen der Familie Bouton
Auf der Karte sind die heutigen Gemeinden, in denen Besitzungen der Familie Bouton lagen, rot eingezeichnet. Die eingefärbten Flächen lassen keinen Schluss zu über die Größe des Besitzes. Die Karte soll vor allem die regionalen Schwerpunkte und Dichte zeigen. Die Besitzungen in den Regionen Haute-Normandie und Île-de-France sind in der Grafik nicht enthalten.